# Castle (série télévisée)
Pour les articles homonymes, voir Castle.
Castle est une série télévisée américaine en 173 épisodes de 42 minutes sur 8 saisons, créée par Andrew W. Marlowe, qui relate les aventures tant policières que sentimentales du duo formé par l'écrivain de polars Richard Castle et la lieutenant de police Kate Beckett.
Elle est initialement diffusée en simultané du 9 mars 2009 au 16 mai 2016 sur le réseau ABC aux États-Unis et sur le réseau CTV / CTV Two au Canada.
En Belgique, la série est diffusée à partir du 26 mars 2010 sur RTL-TVI. En Suisse, à partir du 30 juin 2010 sur RTS Un. En France, le pilote a été diffusé en juillet 2009 sur 13e rue, et la série complète entre le 5 juillet 2010 et le 6 mars 2017 sur France 2, puis rediffusée à plusieurs reprises (notamment à partir du 5 et 6 septembre 2019 sur TMC et TV Breizh ; et du 6 décembre 2023 au 28 mai 2025 sur la chaîne Chérie 25). Au Québec, à partir du 7 janvier 2011 sur Séries+, puis rediffusée sur ICI Radio-Canada Télé.

## Synopsis
Richard « Rick » Castle, un célèbre écrivain new-yorkais de romans policiers, en a assez de narrer les exploits de son héros, l'agent secret Derrick Storm. À la surprise générale, il décide de le faire mourir dans son tout dernier livre.
C'est lors de la soirée organisée par son éditeur pour la sortie de ce nouveau roman qu'il est contacté par la lieutenant de police Katherine "Kate" Beckett. Celle-ci est chargée d'enquêter sur plusieurs meurtres qui copient ceux imaginés par Castle dans ses livres, dont elle est par ailleurs une lectrice assidue.
L'affaire résolue, Castle obtient de son ami le maire de New York l'autorisation de participer, en tant que consultant, aux enquêtes suivantes de l'équipe de Beckett. Il a en effet été immédiatement fasciné par la personnalité de la jeune femme, et désire s'inspirer d'elle pour créer l'héroïne d'une nouvelle série de romans policiers : Nikki Hard.
Aussi brillants l'un que l'autre, mais lui plus imaginatif, et elle plus rationnelle, Castle et Beckett résolvent ainsi ensemble de nombreuses affaires criminelles épineuses.
Ces enquêtes consistent fréquemment à pénétrer des groupes et milieux fermés (littéralement ou métaphoriquement) : mafia, CIA, armée, clubs privés, subcultures (geeks, steampunks), salons et conventions, musées, écoles élitistes, laboratoires secrets ou étanches, caches souterraines ; et parfois en confrontations avec des énigmes science-fictionnelles ou fantastiques : extraterrestres (ép. 3-09), voyageurs temporels voulant altérer ou préserver le passé (ép. 6-05), univers parallèles (ép. 7-06), lampe d'Aladin et son djinn (ép. 8-17), homme immortel (ép. 8-19), Antéchrist (ép. 8-21), etc., cas qui sont interprétés de façon divergente par l'enthousiaste Castle et la sceptique Beckett.
Parallèlement, ils cherchent à élucider l'assassinat, en 1999, de l'avocate Johanna Beckett, la mère de Kate, affaire qui constitue l'arc narratif principal de la série, et qui ne sera définitivement résolue que dans l'ultime épisode.
Au fur et à mesure de leurs enquêtes communes, Castle et Beckett vont tomber progressivement amoureux l'un de l'autre, tout en cherchant initialement à se dissimuler, l'un à l'autre et à eux-mêmes, leurs sentiments.

## Distribution

### Acteurs principaux
- Nathan Fillion (VF : Guillaume Orsat) : l'écrivain Richard « Rick » Castle (et le détective privé Joe Flynn dans l'épisode 4-14)
- Stana Katic (VF : Anne Massoteau) : lieutenant puis capitaine Katherine « Kate » Beckett (et Vera Mulqueen dans l'épisode 4-14)[note 4]
- Jon Huertas (VF : Serge Faliu) : inspecteur ("lieutenant" dans la VF) Javier Esposito (et un homme de main cubain dans l'épisode 4-14)
- Seamus Dever (VF : Pierre Tessier) : inspecteur ("lieutenant" dans la VF) Kevin Ryan (et un homme de main irlandais dans l'épisode 4-14)
- Tamala Jones (VF : Nadine Bellion) : Dr Lanie Parish, médecin légiste (et la chanteuse Bettsie Sinclair dans l'épisode 4-14)
- Molly Quinn (VF : Adeline Chetail) : Alexis Castle, la fille de Castle (et Sally Scofield dans l'épisode 4-14)
- Susan Sullivan (VF : Évelyn Séléna) : Martha Rodgers, la mère de Castle (et Florence Cunard dans l'épisode 4-14)
- Ruben Santiago-Hudson (VF : Sylvain Lemarié) : capitaine Roy Montgomery, supérieur de Kate Beckett (saisons 1 à 3)
- Penny Johnson Jerald (VF : Pascale Vital) : capitaine Victoria "Iron" Gates, supérieure de Kate Beckett après le décès du capitaine Montgomery (saisons 4 à 7)
- Toks Olagundoye (VF : Laura Préjean) : Hayley Shipton, enquêtrice freelance (saison 8 ; elle apparaît dans 13 épisodes)

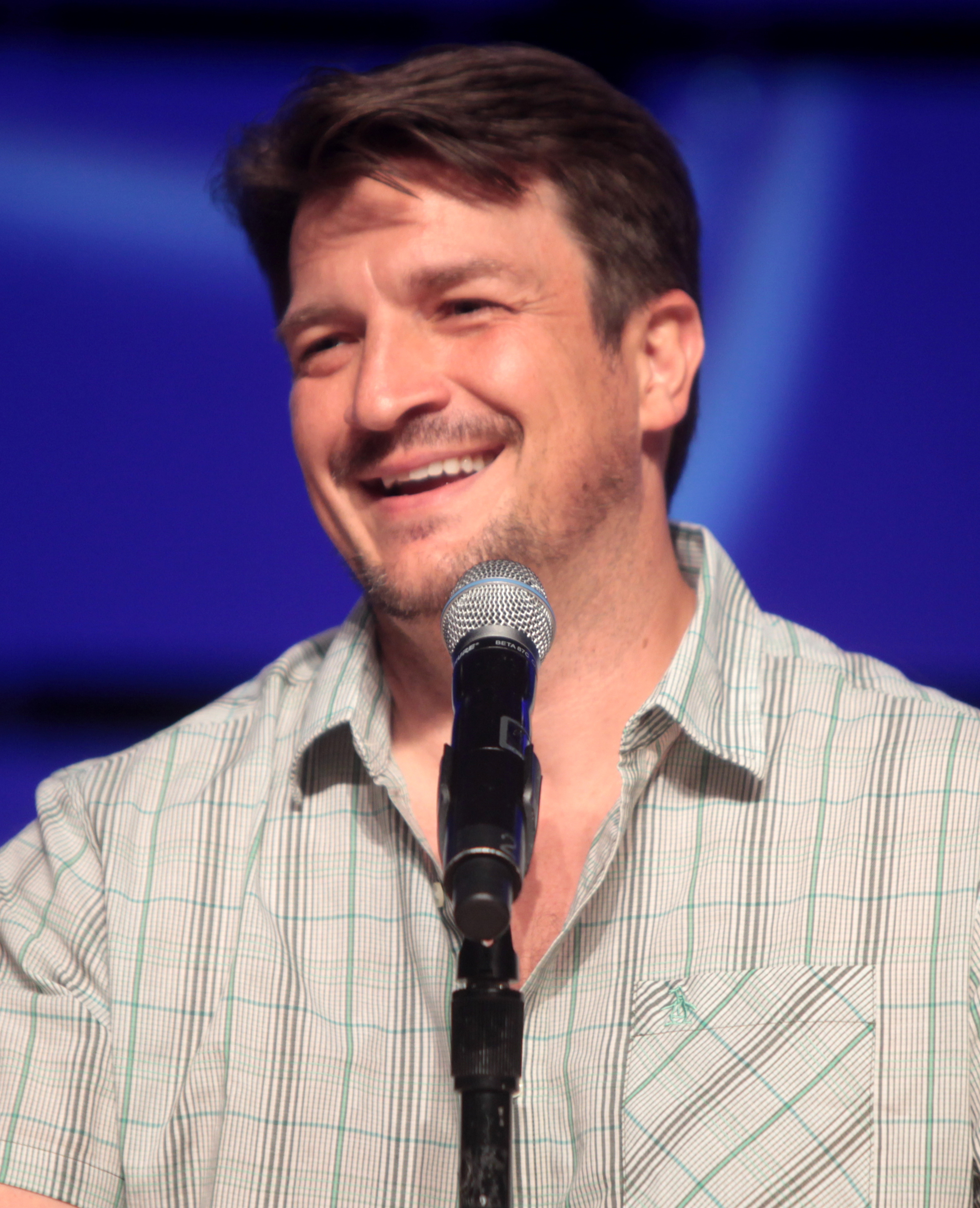
Nathan Fillion interprète Richard « Rick » Castle
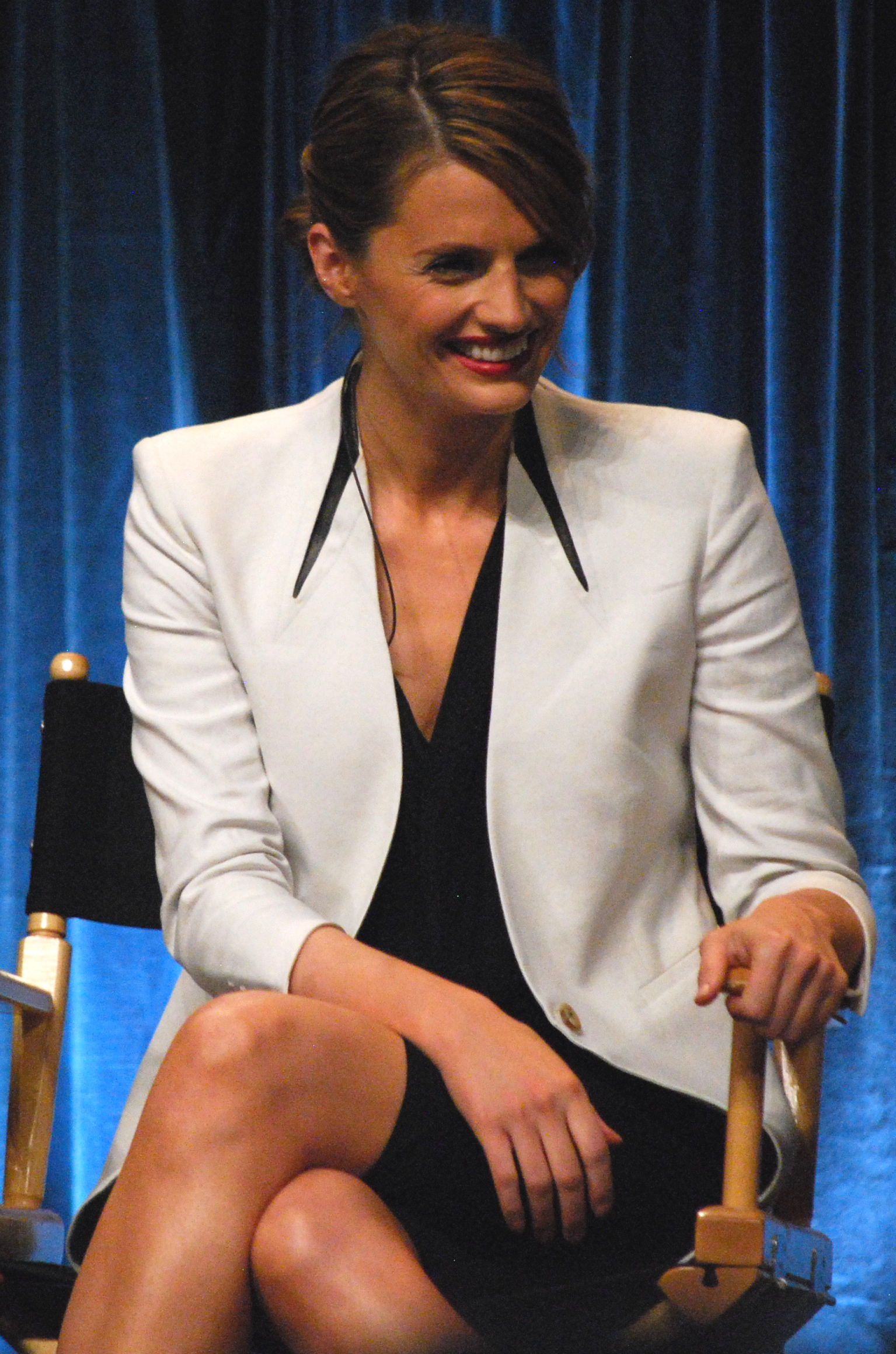
Stana Katic interprète Katherine « Kate » Beckett
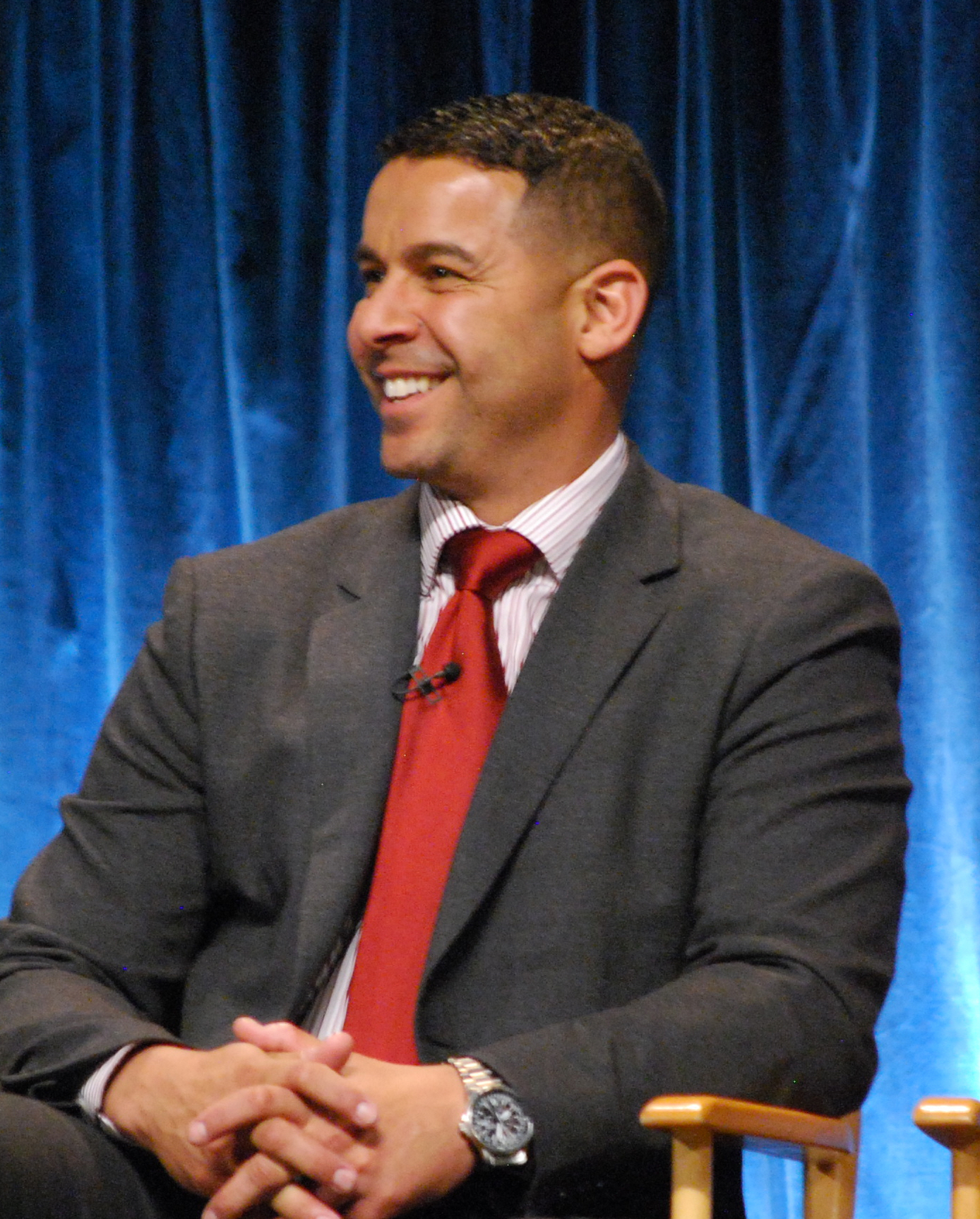
Jon Huertas interprète Javier Esposito
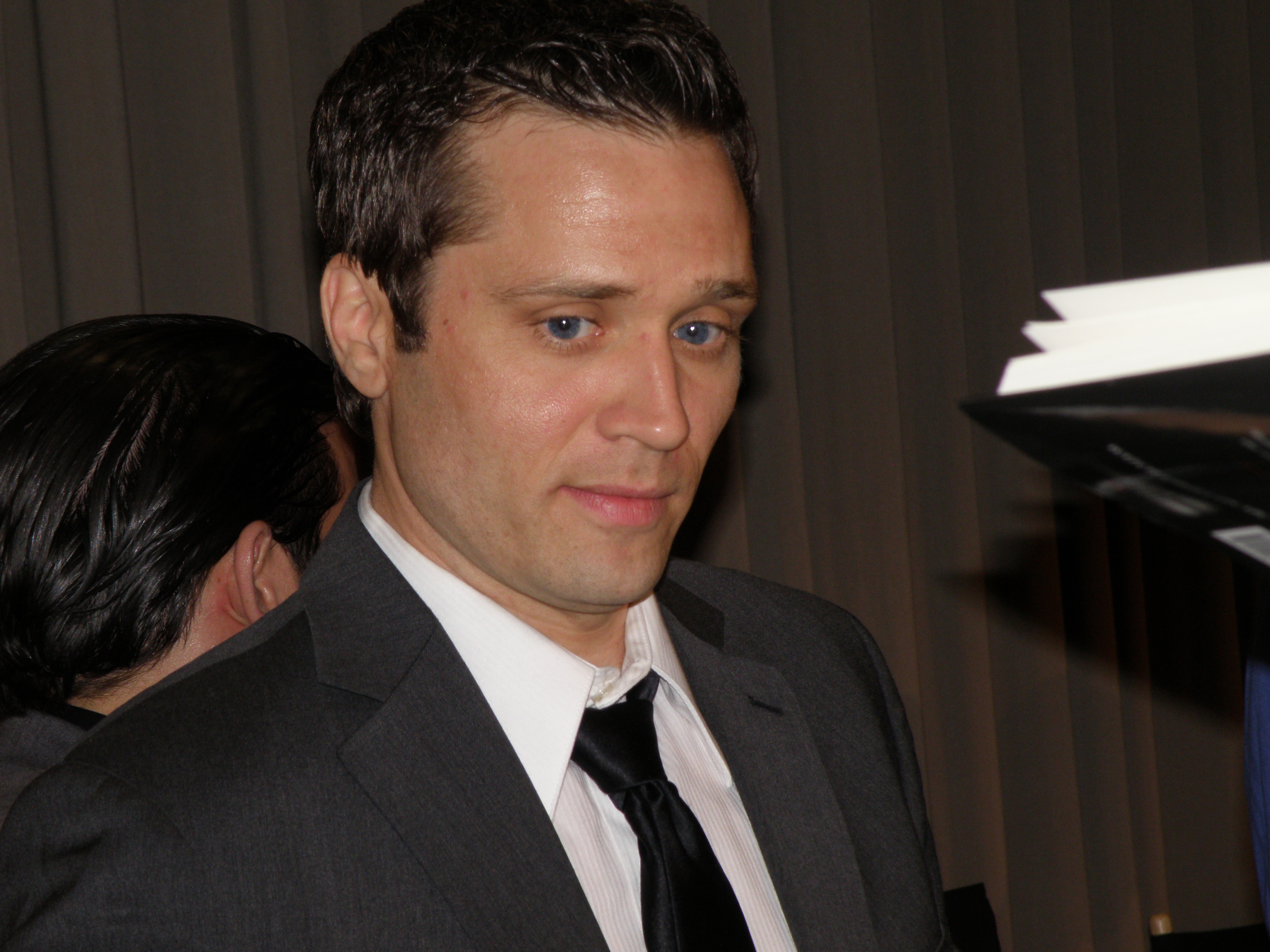
Seamus Dever interprète Kevin Ryan
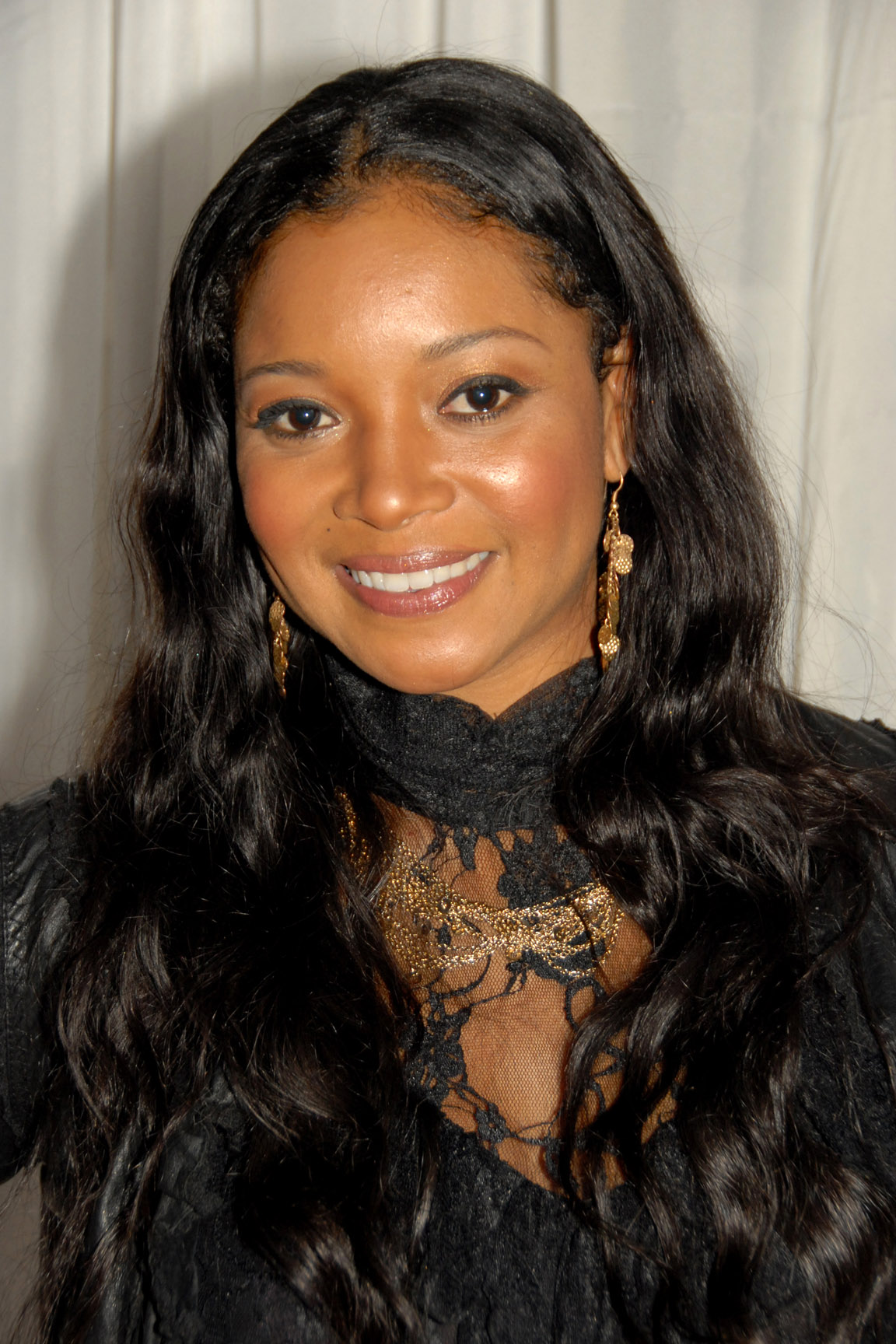
Tamala Jones interprète Lanie Parish
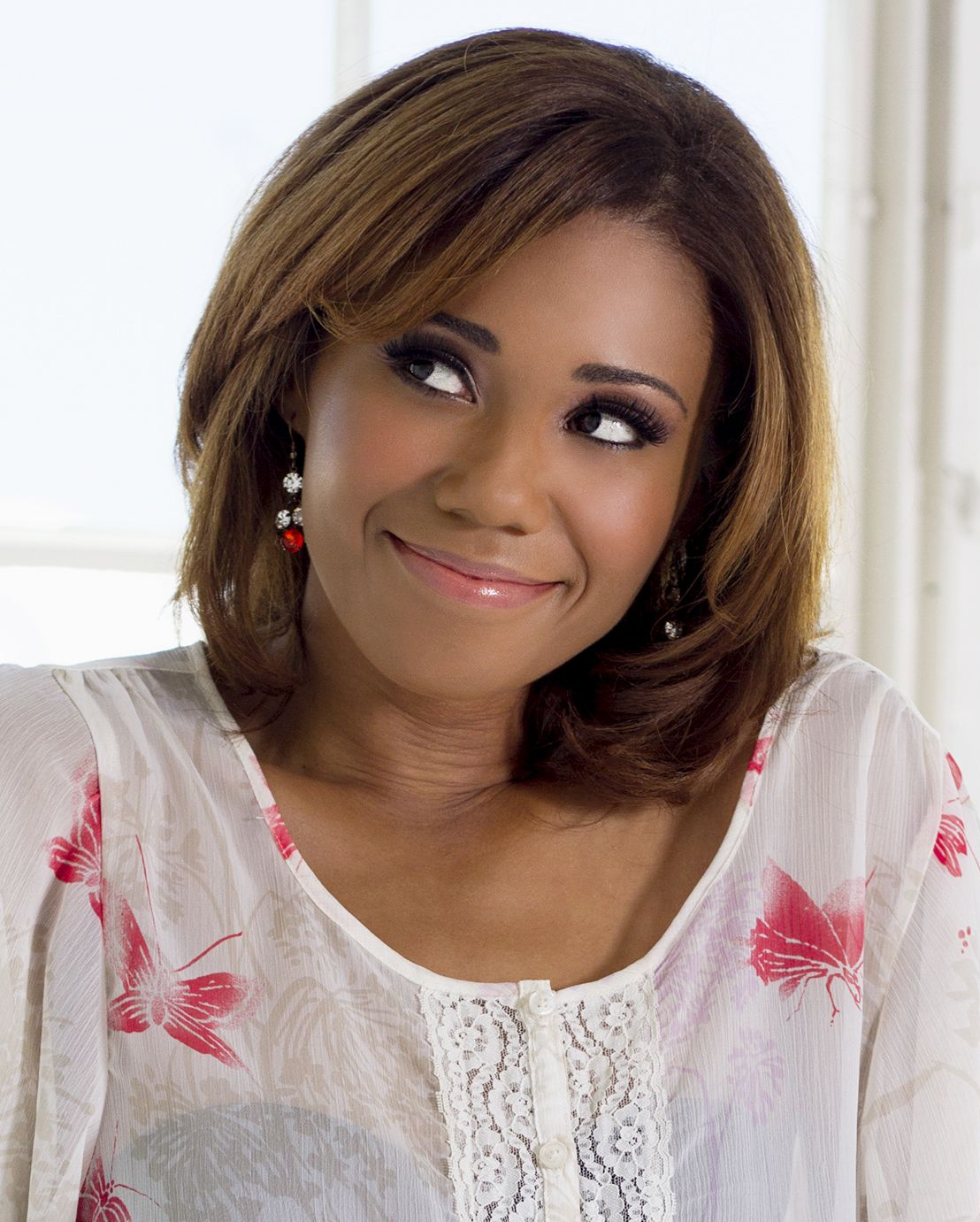
Toks Olagundoye interprète Hayley Shipton

### Acteurs récurrents
- Darby Stanchfield (VF : Stéphanie Lafforgue) : Meredith, première épouse de Richard Castle et maman d'Alexis (saison 1, épisode 6 / saison 5, épisode 10)
- Monet Mazur (VF : Danièle Douet) : Gina Cowell, éditrice et deuxième femme de Castle (épisodes 1-01 ; 2-24 ; 3-05)
- Arye Gross (VF : Philippe Siboulet) : Sidney Perlmutter, médecin légiste (saison 2 / saison 3, épisode 23 / saison 4, épisode 22 / saison 5, épisodes 6, 17 et 20 / saison 6, épisode 3)
- Diana Maria Riva (VF : Laëtitia Lefebvre) : Roselyn Karpowski, collègue de Kate Beckett au 12th precinct (saison 2)
- Scott Paulin (VF : Jean-François Lescurat) : Jim Beckett, le père de Kate (épisodes 2-13 ; 3-24 ; 4-01 ; 5-08 et 5-24 ; 7-06[note 5])
- Bailey Chase : l'agent du FBI Will Sorenson, ex-petit ami de Kate (saison 1, épisodes 9 et 10)
- Michael Trucco (VF : Ludovic Baugin) : Tom Demming, lieutenant du service des cambriolages au NYPD, et brièvement petit-ami de Kate (saison 2, épisodes 21, 22, 23 et 24)
- Victor Webster (VF : Olivier Chauvel) : Josh Davidson, chirurgien cardiaque et un temps petit-ami de Kate (saison 3, épisodes 4, 16 et 17 / saison 4, épisode 1)
- Dana Delany : agent spécial Jordan Shaw, du FBI (saison 2, épisodes 17 et 18)
- Juliana Dever (VF : Valérie Nosrée) : Jenny Duffy-O'Malley, fiancée puis épouse de Kevin Ryan (invitée saisons 2 et 3 puis 5 à 8, récurrente saison 4)
- Danny Nucci (VF : Sébastien Finck) : Gilbert Mazzara, officier de police (saison 2, épisodes 9 et 13)
- Ken Baumann (VF : Thomas Sagols) : Ashley Linden, le premier petit ami d'Alexis (saison 3)
- Judith Scott (VF : Annie Milon) : Evelyn Montgomery, épouse du capitaine Roy Montgommery (saison 3)
- Michael Dorn (VF : Frantz Confiac) : Dr Carter Burke, le psychiatre de Beckett (saison 4 épisodes 1, 5, 9 et 21 / saison 5, épisode 13)
- Jennifer Beals (VF : Danièle Douet) : Sophia Turner, agent de la CIA et ex-maîtresse de Castle (saison 4, épisodes 15 et 16)
- Adam Baldwin (VF : David Krüger) : Ethan Slaughter, lieutenant borderline du service anti-gang au NYPD (saison 4 épisode 21 / saison 8 épisode 6)
- Geoff Pierson (VF : Jean Barney) : M. Smith, le mystérieux ami de Roy Montgomery (saison 4, épisodes 1, 12 et 23 / saison 5, épisode 1)
- Jack Coleman (VF : Hervé Jolly) : le sénateur William H. Bracken (saison 5, épisodes 1 et 13 / saison 6 / saison 8)
- Maya Stojan (VF : Margaux Laplace puis Olivia Nicosia) : Tory Ellis, officier de police chargée des recherches complexes au 12th precinct (invitée saison 5 / récurrente saisons 6 et 7)
- Lisa Edelstein (VF : Frédérique Tirmont) : agent fédéral Rachel McCord, un temps partenaire de Kate Beckett (saison 6, épisodes 1, 2 et 3)
- Myko Oliver (VF : Emmanuel Garijo) : Pi, petit ami d'Alexis (saison 6)
- Annie Wersching (VF : Laurence Dourlens) : Dr Kelly Nieman (saison 6 épisode 9 / saison 7 épisodes 14 et 15 )
- Matt Letscher (VF : Renaud Marx) : Henry Jenkins (saison 7)
- Sunkrish Bala (en) : Vikram Singh (saison 8)
Version française
  - Société de doublage : Dubbing Brothers[5],[6]
  - Direction artistique : Pascale Vital[5],[6]
  - Adaptation des dialogues : Myriam Mounard, Nadine Sobania et Jonathan Amram[5]

 Source et légende : version française (VF) sur RS Doublage et Doublage Séries Database

## Production

### Développement
Fin mars 2008, ABC commande un pilote pour un projet de série, réalisé par Rob Bowman.
Le 26 août 2008, la série est commandée pour treize épisodes, mais en novembre de la même année, la commande est réduite à dix épisodes.
Le 20 octobre 2009, la série est renouvelée pour une deuxième saison de treize épisodes puis pour une saison complète de vingt-deux épisodes,
Le 2 mars 2010, ABC commande deux épisodes supplémentaires pour la deuxième saison de Castle, portant celle-ci à un total de vingt-quatre épisodes.
Le 30 mars 2010, la série est renouvelée pour une troisième saison de vingt-deux épisodes.
Le 12 novembre 2010, la chaîne commande deux épisodes supplémentaires pour cette troisième saison, pour un total de vingt-quatre épisodes.
Le 10 janvier 2011, la série est renouvelée pour une quatrième saison de vingt-deux épisodes.
Le 8 décembre 2011, la chaîne a commandé un épisode supplémentaire à la quatrième saison, portant celle-ci à vingt-trois épisodes.
Le 10 mai 2012, la série est renouvelée pour une cinquième saison de vingt-deux épisodes.
Le 19 octobre 2012, la chaîne commande un épisode supplémentaire à la cinquième saison, portant celle-ci à vingt-trois épisodes.
Le 5 février 2013, la chaîne commande un nouvel épisode supplémentaire portant la cinquième saison à vingt-quatre épisodes.
Le 6 mai 2013, alors que la série n'a pas encore été renouvelée par la chaîne pour une prochaine saison, le créateur a annoncé que l'histoire des personnages récurrents serait davantage développée dans une éventuelle sixième saison.
Le 10 mai 2013, la série est renouvelée pour une sixième saison de vingt-trois épisodes.
Le 9 mai 2014, la série a été renouvelée pour une septième saison de vingt-trois épisodes.
En septembre 2014, lors d'une interview pour TVGuide, Nathan Fillion envisagerait de quitter la série à la fin de la septième saison, s'il ne signe pas un nouveau contrat avec ABC.
En avril 2015, Nathan Fillion annonce avoir signé pour une saison supplémentaire alors que Stana Katic attend toujours, le renouvellement de la série étant incertain.
Le 7 mai 2015, la série est officiellement renouvelée pour une huitième saison de vingt-deux épisodes, avec Terence Paul Winter comme nouveau show runner, après le départ de David Amann. Le même mois, il est annoncé que Stana Katic est sur le point de signer un nouveau contrat pour la huitième saison. Ainsi que Terence Paul a été choisi pour être le nouveau show runner et qu'Alexi Hawley devient le co-showrunner.
En avril 2016, pour raison financière, ABC annonce que Stana Katic et Tamala Jones ne seront pas présentes pour une nouvelle saison de la série si celle-ci est renouvelée.
En mai 2016, Nathan Fillion, Seamus Dever, Jon Huertas, Molly Quinn et Susan Sullivan ont signé pour une éventuelle neuvième saison. Toks Olagundoye, arrivée au début de la huitième saison, est en cours de négociations pour un contrat dans une nouvelle saison.
Le 12 mai 2016, ABC met fin à la série après huit saisons.

### Attribution des rôles
La distribution des rôles initial a eu lieu entre avril et août 2008, dans cet ordre : Nathan Fillion, Ruben Santiago-Hudson, Molly Quinn, Stana Katic, Monet Mazur, Susan Sullivan, Jon Huertas et Colby French.
En juillet 2011, Penny Johnson Jerald a rejoint la distribution principale dans le rôle du capitaine Victoria Gates à partir de la quatrième saison.
En août 2011, Michael Dorn a été choisi pour interpréter le psychiatre de Beckett lors de la quatrième saison.
En juillet 2012, Jack Coleman (vu dans Heroes, Vampire Diaries) a obtenu un rôle récurrent lors de la cinquième saison.
En juillet 2013, Lisa Edelstein puis en novembre de la même année Maya Stojan ont obtenu un rôle récurrent lors de la sixième saison. Et, Anthony Ruivivar a obtenu un rôle d'invité le temps d'un épisode lors de la sixième saison.
En décembre 2014, Annie Wersching a obtenu le rôle de l'ex-compagne de Jerry Tyson alias « 3XK », le tueur et adversaire numéro 1 de Castle.
Fin mai 2015, Penny Johnson Jerald annonce qu'elle ne reprendra pas son rôle lors de la huitième saison.
En juillet 2015, Toks Olagundoye rejoint la distribution principal de cette huitième saison dans le rôle de Hayley Shipton, personnage qui aura une influence sur Alexis et Castle et Sunkrish Bala (en) obtient le rôle récurrent de Vikram Singh, un technicien analyste nerveux au passé compliqué lors de cette même saison.
En août 2015, Jack Coleman et Adam Baldwin sont annoncés pour reprendre leur rôle respectivement du sénateur William Bracken lors du double épisode et d'Ethan Slaughter, le temps d'un épisode lors de cette même saison. Le même mois, il est annoncé que Stana Katic sera promu capitaine du 12e district de police lors de la huitième saison.

### Tournage

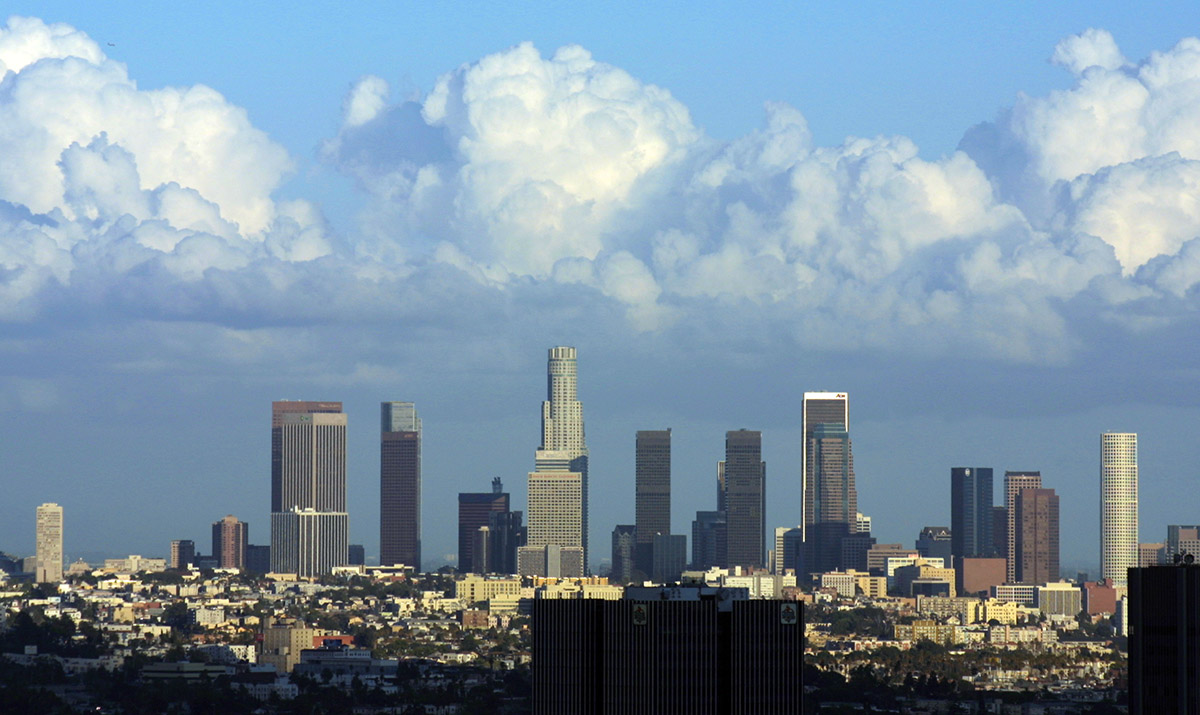
Los Angeles, ville où est tournée la série.

La série, qui se déroule principalement à New York, est tournée à Los Angeles, en Californie, essentiellement aux studios Raleigh à Hollywood pour les intérieurs récurrents, mais aussi dans de fausses rues new-yorkaises des studios Paramount, et dans tout le Comté de Los Angeles pour les extérieurs. Les arrière-plans montrent clairement qu'il ne s'agit pas de New York (par exemple, la couleur des bus). Seul l'épisode pilote (1-01 Flowers for Your Grave, 2009) a réellement été tourné à New York (Manhattan et Brooklyn).
Visuellement, la localisation à New York est assurée pour le téléspectateur par des vues générales emblématiques de la ville (skyline de Manhattan à différentes heures du jour, Statue de la Liberté, carrefour de Times Square, files de taxis jaunes, etc.). Et également par le dessin de la title card, c'est-à-dire la vue en intertitre qui dans chaque épisode porte le logo de la série et initie le générique de début : elle représente la silhouette aisément reconnaissable du pont de Brooklyn sur fond d'immeubles du quartier de Brooklyn Heights.
Le petit immeuble abritant le loft où habite la famille Castle, dont on voit la façade de façon récurrente du premier au dernier épisode, est censé se trouver au 595 Broome Street, aux limites des quartiers de SoHo et d'Hudson Square, à Manhattan, adresse qui est numériquement possible mais qui, au moment de la diffusion de la série, ne correspondait qu'à un secteur en friche. L'image diffusée est bien celle d'un véritable bâtiment new-yorkais, de style " cast-iron ", mais situé plus à l'Est dans la même rue, 425 Broome Street (intersection Broome St & Crosby St, quartier de SoHo). L'intérieur du loft est un décor des studios Raleigh, précédemment utilisé dans la série fantastique Moonlight (2007), avec Alex O'Loughlin.
Les rencontres au café de Kate Beckett avec son père dans les épisodes 2-13 et 5-24 ont été filmées dans le Quality Cafe de Los Angeles, lieu de tournage de très nombreuses productions cinématographiques et télévisuelles.
Le week-end dans les Hamptons (épisode 5-04) a en réalité été filmé à Malibu et à San Pedro.
Un des lieux emblématiques de la série est une balançoire, située dans un parc public de Manhattan, et où Castle et Beckett vivent quelques-uns des moments cruciaux de leur histoire de couple : c'est d'abord assis sur cette balançoire qu'ils se réconcilient dans l'épisode 4-01 (ils s'y étaient installés par hasard, passant à ce moment-là près du parc dans le quartier où l'écrivain venait de faire une séance de dédicace). C'est aussi sur cette même balançoire que Beckett s'assoit seule sous la pluie avant d'aller chez Castle pour lui dire qu'elle « le veut » dans le final de la saison 4. C'est ce même endroit que choisit Rick pour faire sa demande en mariage à Kate (épisodes 5-24 — 6-01). Ils s'y retrouveront ensuite dans l'épisode 6-22, puis pour une scène importante du 7-23. Ces scènes ont en réalité été filmées dans le Grand Hope Park, à Downtown Los Angeles (la balançoire elle-même étant un accessoire apporté sur place). Ce même parc a par ailleurs servi de décor à de nombreuses autres séquences de la série.

### Fiche technique
- Titre original et français : Castle
- Création : Andrew W. Marlowe
- Réalisation : Rob Bowman, Bryan Spicer, John Terlesky, Dean White, Jamie Babbit, Dwight Little, Karen Gaviola, Jonathan Frakes, Helen Shaver, Tom Wright, Rosemary Rodriguez, David Barrett, Bill Roe, Ron Underwood, Felix Alcala, Bethany Rooney, Jeff Bleckner, Millicent Shelton, Emile Levisetti, Steve Boyum, Paul Holahan et Holly Dale
- Scénario : Andrew W. Marlowe, Barry Schindel, David Grae, Charles Murray, Gabrielle Stanton, Harry Werksman, Will Beall, Moira Kirland, Elizabeth Davis, Rene Echevarria, Terri Miller, Alexi Hawley, Kate Sargeant, Jose Molina, Terence Paul Winter, David Amann, Matt Pyken, Shalisha Francis, Scott Williams et Rob Hanning
- Direction artistique : Harry E. Otto, Bruce Robert Hill, Jim Wallis, Andy Rhodes, Chris Hansen, Sharon Davis, Jakuh Durkoth et Gershon Ginsburg
- Décors : Alfred Sole
- Costumes : Luke Reichle, Salvador Pérez Jr. et Eduardo Castro
- Photographie : Bill Roe et Daryn Okada
- Montage : Marta Evry, Warren Bowman, Edward A. Warschilka, Sue Blainey, Jef Freeman et Mark S. Manos
- Musique : Robert Duncan et Mark Kilian
- Casting : Donna Rosenstein et Kendra Castleberry
- Production : Armyan Bernstein, Laurie Zaks
  - Production exécutive : David Amann, Armyan Bernstein, Rob Bowman, René Echevarria, Andrew W. Marlowe, Barry Schindel et Laurie Zaks
- Sociétés de production : ABC Sudios, Beacon Pictures, Experimental Pictures
- Société(s) de distribution : ABC (télévision - États-Unis)
- Pays d'origine :  États-Unis
- Langue : anglais
- Format : couleur - 35 mm - 1,78:1 - son stéréo
- Genre : policier et comédie dramatique
- Durée : 42 minutes

 Sauf indication contraire, les informations mentionnées dans cette section peuvent être confirmées par la base de données cinématographiques IMDb,  présente dans la section « Liens externes ».

### Musique
Les musiques originales sont dues pour l'essentiel à Robert Duncan, qui a reçu plusieurs prix et nominations pour ce travail.
Les musiques additionnelles sont nombreuses, et majoritairement de style pop-rock ; elles peuvent être, selon les cas, intradiégétiques, ou — plus couramment — extradiégétiques.
Quelques exemples :
- La chanson Stop and Stare de OneRepublic (fin de l'épisode 1-01).
- La chanson So what, par Pink (ouverture de l'épisode 1-02 ; d'un point de vue intradiégétique, elle constitue également la sonnerie de téléphone de la victime, qui jouera un rôle dans la résolution de l'affaire.)
- No Envy, No Fear, par Joshua Radin (chanson mélancolique à la fin de l'épisode 1-05, après les révélations de Kate Beckett sur le meurtre de sa mère).
- Threshold, composée et interprétée par Anna Waronker, dans l'épisode 2-07. Musique intradiégétique : il s'agit de la dernière chanson composée par Hayley Blue, la victime de cet épisode, et ses paroles permettront de démasquer le coupable.
- Fever de Sarah Vaughan, remixé par Adam Freeland (épisode 3-01, musique intradiégétique sur laquelle danse la strip-teaseuse dans le cabaret).
- Kiss Kiss Bang Bang par Nitzer Ebb (épisode 3-04, chanson que l'on entend pendant la séance de tir où sont testées les armes anciennes).
- Piano Man de Billy Joel (intradiégétique : la chanson est entonnée a cappella par Castle, Beckett et l'équipe du 12th precinct à la fin de l'épisode 3-10).
- Rise, par The Frames (chanson qui accompagne les deux dernières scènes de l'épisode 3-13).
- Loose, par Benny Blanco & Spank Rock, avec Amanda Mallory (scène du night-club de l'épisode 3-14, musique intradiégétique).
- Takin' Care of Business par Bachman-Turner Overdrive (le rock entendu au début de l'épisode 3-18).
- Come and find me par Josh Ritter (épisode 3-22, chanson folk entendue pendant la scène des chambres séparées à l'hôtel).
- The other side, par Sloan (épisode 3-22, scène de la piscine).
- Just Breathe, de Pearl Jam (dernière scène de l'épisode 3-22, quand Beckett lit la lettre de Mike Royce dans l'avion).
- L'air de la chanson The Girl from Ipanema (épisode 4-05, comme « musique d'ascenseur » lors de la scène d'intervention au Wessex Hotel ; il s'agit d'un pastiche d'une séquence fameuse du film Les Blues Brothers).
- La chanson Ghostbusters du film SOS Fantômes, par Ray Parker, Jr. (air entendu très brièvement dans l'épisode 4-06 au moment où Beckett en prononce les paroles « I ain’t afraid of no ghosts! »).
- Le Boléro de Ravel (musique intradiégétique entendue à deux reprises dans l'épisode 4-11 : elle est utilisée par des dragueurs compulsifs pour créer une ambiance sensuelle).
- Comes Love, un standard du jazz datant de 1939, qui fut interprété notamment par Ella Fitzgerald et Billie Holiday (intradiégétique : chanté par le personnage incarné par Tamala Jones sur la scène d'un club de jazz dans l'épisode 4-14, qui se passe en 1947).
- I Can't Give You Anything But Love, par Louis Armstrong (intradiégétique. Le morceau joue un rôle d'indice dans la résolution de l'enquête de l'épisode 4-14).
- In my veins, d'Andrew Belle (la chanson ponctue plusieurs scènes cruciales de l'épisode 4-23, qui voit les deux protagonistes devenir amants ; puis elle est diffusée intradiégétiquement pendant la scène de bal à la fin de l'épisode 6-15, où ils la choisissent pour leurs noces ; et elle sera effectivement celle de leur mariage, diffusée par l'iPod de Castle, en conclusion de l'épisode 7-06). Ce titre a également été utilisé par plusieurs autres séries télévisées américaines.
- Le rock qui accompagne l'un des passages rétrospectifs de l'épisode 5-22 — celui concernant les « tenues suggestives » de Beckett — est The Stroke (en) par Billy Squier (en).
- Last Dance par Donna Summer (intradiégétique : musique diffusée dans la boite de nuit pour la soirée disco qui clôt l'épisode 6-20).
- Into you, par le groupe Low (épisode 8-05 ; la chanson est tirée de l'album Ones and Sixes, qui était sorti quelques semaines seulement avant la diffusion de l'épisode).

### Diffusions
| Saison | Nombre d'épisodes | États-Unis                          | États-Unis | Canada                              | Canada | Belgique                            | Belgique | Québec                              | Québec  | France                                 | France   | Suisse                                  | Suisse |
| Saison | Nombre d'épisodes | Dates de diffusion                  | Chaîne     | Dates de diffusion                  | Chaîne | Dates de diffusion                  | Chaîne   | Dates de diffusion                  | Chaîne  | Dates de diffusion                     | Chaîne   | Dates de diffusion                      | Chaîne |
| ------ | ----------------- | ----------------------------------- | ---------- | ----------------------------------- | ------ | ----------------------------------- | -------- | ----------------------------------- | ------- | -------------------------------------- | -------- | --------------------------------------- | ------ |
| 1      | 10                | du 9 mars 2009 au 11 mai 2009       | ABC        | du 9 mars 2009 au 11 mai 2009       | /A\    | du 26 mars 2009 au 28 mai 2010      | RTL-TVI  | du 30 juin 2010 au 4 mars 2011      | Séries+ | du 5 juillet 2010 au 26 juillet 2010   | France 2 | du 21 juillet 2010 au 26 septembre 2010 | RTS Un |
| 2      | 24                | du 21 septembre 2009 au 17 mai 2010 | ABC        | du 21 septembre 2009 au 17 mai 2010 | /A\    | du 4 juin 2010 au 14 septembre 2010 | RTL-TVI  | du 11 mars 2011 au 18 novembre 2011 | Séries+ | du 26 juillet 2010 au 4 octobre 2010   | France 2 | du 7 janvier 2011 au 20 mars 2011       | RTS Un |
| 3      | 24                | du 20 septembre 2010 au 16 mai 2011 | ABC        | du 20 septembre 2010 au 16 mai 2011 | CTV    | du 11 mai 2011 au 3 août 2011       | RTL-TVI  | du 25 novembre 2011 au 4 mai 2012   | Séries+ | du 5 septembre 2011 au 23 janvier 2012 | France 2 | du 11 mai 2011 au 17 novembre 2011      | RTS Un |
| 4      | 23                | du 19 septembre 2011 au 7 mai 2012  | ABC        | du 19 septembre 2011 au 7 mai 2012  | CTV    | du 11 avril 2012 au 29 août 2012    | RTL-TVI  | du 27 août 2012 au 28 janvier 2013  | Séries+ | du 3 septembre 2012 au 18 février 2013 | France 2 | du 30 mars 2012 au 13 octobre 2012      | RTS Un |
| 5      | 24                | du 24 septembre 2012 au 13 mai 2013 | ABC        | du 24 septembre 2012 au 13 mai 2013 | CTV    | du 27 mars 2013 au 21 octobre 2013  | RTL-TVI  | du 26 août 2013 au 3 février 2014   | Séries+ | du 2 septembre 2013 au 10 février 2014 | France 2 | du 2 juin 2013 au 19 octobre 2013       | RTS Un |
| 6      | 23                | du 23 septembre 2013 au 12 mai 2014 | ABC        | du 23 septembre 2013 au 12 mai 2014 | CTV    | du 29 avril 2014 au 3 octobre 2014  | RTL-TVI  | du 25 août 2014 au 9 février 2015   | Séries+ | du 25 août 2014 au 19 janvier 2015     | France 2 | du 20 août 2014 au 29 octobre 2014      | RTS Un |
| 7      | 23                | du 29 septembre 2014 au 11 mai 2015 | ABC        | du 29 septembre 2014 au 11 mai 2015 | CTV    | indéterminées                       | RTL-TVI  | indéterminées                       | Séries+ | du 24 août 2015 au 1er février 2016    | France 2 | à partir du 16 août 2015                | RTS Un |
| 8      | 22                | du 21 septembre 2015 au 16 mai 2016 | ABC        | du 21 septembre 2015 au 16 mai 2016 | CTV    | indéterminées                       | RTL-TVI  | indéterminées                       | Séries+ | du 26 septembre 2016 au 6 mars 2017    | France 2 | indéterminées                           | RTS Un |

#### Jours et heures de diffusion
| Saison | États-Unis   | Canada          | Belgique        | Belgique        | Suisse             | France          | Québec          |
| Saison | États-Unis   | Canada          | française       | néerlandaise    | Suisse             | France          | Québec          |
| ------ | ------------ | --------------- | --------------- | --------------- | ------------------ | --------------- | --------------- |
| 1      | Lundi (22 h) | Dimanche (20 h) | Vendredi (21 h) | Dimanche (21 h) | Dimanche (20 h 40) | Lundi (20 h 50) | Vendredi (19 h) |
| 2      | Lundi (22 h) | Dimanche (20 h) | Vendredi (21 h) | Dimanche (21 h) | Dimanche (20 h 40) | Lundi (20 h 50) | Vendredi (19 h) |
| 3      | Lundi (22 h) | Dimanche (20 h) | Vendredi (21 h) | Dimanche (21 h) | Dimanche (20 h 40) | Lundi (20 h 50) | Vendredi (19 h) |
| 4      | Lundi (22 h) | Dimanche (20 h) | Lundi (20h20)   | Dimanche (21 h) | Dimanche (20 h 40) | Lundi (20 h 50) | Vendredi (19 h) |
| 5      | Lundi (22 h) | Dimanche (20 h) | Lundi (20h20)   | Dimanche (21 h) | Dimanche (20 h 40) | Lundi (20 h 50) | Vendredi (19 h) |
| 6      | Lundi (22 h) | Dimanche (20 h) | Mardi (20h20)   | Dimanche (21 h) | Dimanche (20 h 40) | Lundi (20 h 50) | Vendredi (19 h) |
| 7      | Lundi (22 h) | Dimanche (20 h) | Mardi (20h20)   | Dimanche (21 h) | Dimanche (20 h 40) | Lundi (21 h)    | Vendredi (19 h) |
| 8      | Lundi (22 h) | Dimanche (20 h) |                 |                 |                    | Lundi (21 h)    |                 |

## Univers de la série

### Personnages

#### Personnages principaux
Richard « Rick » Castle
Richard Castle (pseudonyme de Richard Alexander Rodgers) est un talentueux auteur de thrillers à succès, doublé d'un playboy sûr de lui, âgé d'environ 37 à 39 ans au début de la série. Deux fois divorcé, il vit dans un loft luxueux à Manhattan, avec sa mère, l'actrice Martha Rogers, et sa fille adolescente, Alexis. En mars 2009, le jour même du lancement de son dernier roman, il est interrogé comme témoin par le lieutenant de police Kate Beckett, car un meurtrier copie apparemment les crimes relatés dans son œuvre ; intrigué, il participe alors aux investigations. À la suite de cette expérience, impressionné par les qualités du lieutenant Beckett, il décide de continuer à l'accompagner dans ses enquêtes en devenant consultant pour le NYPD, faveur qu'il obtient grâce au maire de New York, son ami et admirateur (épisode 1-01). Il souhaite aussi s'inspirer de Beckett pour donner une nouvelle héroïne à ses romans, Nikki Hard (Heat en VO). Au fil de leur travail en commun, Richard se rend compte de ses sentiments profonds pour la policière, qu'il s'imagine n'être pas partagés, Beckett restant particulièrement pudique sur ses sentiments.
Malgré son attitude insouciante et son imagination fantasque, qui peuvent parfois déranger Beckett dans ses enquêtes, Castle est un auteur consciencieux, faisant des recherches poussées avant d'écrire. Mais il est surtout doué d'un sens éminent de l'observation et de la déduction, à l'égal de Beckett, et les deux partenaires rivalisent souvent de rapidité de raisonnement.
À la fin de la troisième saison, Beckett est grièvement blessée par un sniper, et Castle, éperdu, lui avoue qu'il l'aime. Ce n'est qu'à la fin de la saison 4 que Beckett ose répondre à cet amour. Leur relation se concrétise pendant la cinquième saison, et Rick épouse enfin Kate dans l'épisode 7-06.
Pendant la saison 5, Castle rencontre son père, Jackson Hunt, qu'il n'a jamais connu, et apprend qu'il est un espion au service du gouvernement américain.
Sa vie professionnelle connaît une nouvelle évolution pendant la saison 7, quand il est banni du NYPD pour avoir collaboré avec un parrain de la mafia afin de résoudre une enquête. Il obtient une licence de détective privé, et fonde l'agence Richard Castle Investigations, mais les affaires qu'on lui propose s'avèrent le plus souvent inintéressantes. Il obtient finalement d'être réintégré comme consultant auprès de la police.
On sait d'après l'ultime scène de la série (épisode 8-22), construite en ellipse narrative, que Richard et Kate auront dans l'avenir trois enfants.
Lieutenant Katherine « Kate » Beckett
Kate Beckett, qui a trente ans au moment où débute la série, est lieutenant de police cheffe d'équipe à la criminelle du 12th precinct (12e poste de police), au NYPD, où elle est entrée pour tenter de découvrir la vérité sur le meurtre irrésolu de sa mère Johanna, alors qu'elle était promise à une brillante carrière juridique. Mais elle est clairement faite pour la carrière policière : extrêmement compétente, courageuse, acharnée au travail, animée d'un sens aigu de la justice, elle fait l'admiration de ses supérieurs comme de ses subordonnés.
Lorsqu'elle fait la rencontre de Richard Castle, elle connaît déjà toute son œuvre de romancier, dont elle est une grande fan. Mais Beckett, foncièrement rationnelle et méthodique, est tout d'abord agacée par la personnalité fantasque et insouciante de l'écrivain, dont elle ne tarde pas cependant à découvrir les qualités. Rapidement charmée, puis visiblement amoureuse, elle a pourtant le plus grand mal à accepter ses propres sentiments : c'est cette fragilité sentimentale qui est le ressort essentiel de la série, puisque par panique d'un nouvel abandon après la perte de sa mère, elle lui fait repousser sans cesse le moment d'admettre une bonne fois pour toutes qu'elle aime Castle, et qu'il l'aime en retour.
À la fin de la troisième saison, Beckett est grièvement blessée par un sniper, et Castle, éperdu, lui avoue son amour. Mais Beckett ment à Castle sur ses souvenirs de la fusillade, lui affirmant qu'elle est amnésique, alors qu'elle se rappelle parfaitement la déclaration de l'écrivain, mais s’avère incapable de la gérer émotionnellement (épisode 4-01).
Kate finit cependant par avouer à son tour ses sentiments à Richard à la fin de la quatrième saison (épisode 4-23), et ils entament une vie de couple contrariée à partir de la saison 5, tout en continuant à résoudre de nombreuses affaires criminelles, et à dénouer l'écheveau embrouillé de l'enquête sur la mort de Johanna Beckett. Kate et Rick se marient pendant la saison 7 (épisode 7-06).
Durant la saison 6, Kate Beckett exerce brièvement comme agent fédéral à Washington, mais elle est limogée pour n'avoir pas voulu faire silence sur un déni de justice. Elle retourne alors au 12th precinct à Manhattan.
Elle exerce comme capitaine durant la huitième saison, et on lui propose d'être candidate au Sénat.
Beckett aura avec Castle trois enfants, une fille aînée et deux garçons jumeaux (épisode 8-22, dernière scène de la série, se déroulant en 2023).
Alexis Castle
Alexis est la fille de Richard Castle et de sa première femme, Meredith, dont elle a hérité de la rousseur.
Alexis vit chez son père, qui l'a élevée seul, et avec qui elle entretient une relation fusionnelle. Âgée d'environ 15 ans au début de la série, elle se révèle étonnamment mûre pour son âge. Il n'est pas rare qu'une de ses idées sagaces aide son père à progresser dans la résolution d'une enquête.
Excellente élève, Alexis termine « major » (valedictorian) de son lycée et doit à ce titre prononcer le discours de remise des diplômes (ép. 4-23). Elle est admise dans les plus prestigieuses universités, et choisira d'étudier à Columbia pour ne pas trop s'éloigner de son père.
Au long de la troisième saison, elle sort avec Ashley (« Ash »), son premier amour ; elle rompt avec lui dans l'épisode 4-07, n'arrivant pas à gérer leur relation à distance (il a quitté New York pour étudier à l’université Stanford).
Lors de la sixième saison, Alexis a une liaison avec Pi, un jeune militant écologiste qu'elle a rencontré dans une bananeraie. Elle emménage brièvement avec lui, malgré les réticences de Castle.
Durant la saison 8, elle travaille pour Richard Castle Investigations, l'agence de détective privé de son père.
Lieutenant Javier Esposito
Le lieutenant Javier "Espo" Esposito est un ancien militaire des forces spéciales ; à ce titre, il a combattu comme tireur d'élite en Irak, et a souffert à son retour de stress post-traumatique. Avant son engagement dans l'armée, il avait connu une enfance difficile et était tombé dans la délinquance, mais avait décidé de se reprendre en main. Au NYPD, il travaille sous les ordres de Kate Beckett, qu'il assiste dans toutes ses enquêtes, avec son indéfectible coéquipier, le lieutenant Ryan. Esposito se laisse rapidement gagner par la bonhommie de Castle, mais il est plus proche de Beckett, dont le caractère est assez semblable au sien et pour laquelle son dévouement est total.
Il a une liaison contrariée et épisodique avec la légiste Lanie Parish à partir de la troisième saison.
Au cours de la huitième saison, Esposito réussit le concours de sergent ; Ryan y ayant échoué, des tensions se font jour entre les deux amis…
Esposito parle couramment espagnol, et sert parfois d'interprète pour faciliter les enquêtes.
Lieutenant Kevin Ryan
D'origine irlandaise, Ryan est le coéquipier d’Esposito dans l'équipe de Beckett. Il a commencé sa carrière de policier au service Narcotiques. Plus encore qu'Esposito, Ryan est admiratif de Castle et se laisse facilement influencer par celui-ci.
Dans la troisième saison, Ryan demande la main de sa petite amie, Jenny, qu'il épousera dans l'épisode 4-11.
Lors de l'épisode Tout feu tout flamme (6-11), sa fille naît pendant un incendie.
Au cours de la huitième saison, Ryan échoue au concours de sergent, ce qui le rend quelque peu jaloux de son ami Esposito qui a réussi…
Dr Lanie Parish
Lanie Parish est médecin légiste. C’est la meilleure amie de Kate Beckett, et l’une des très rares personnes à qui cette dernière accepte de se confier. Lanie est la première à ouvrir les yeux de Kate sur l'attirance que celle-ci éprouve envers Castle.
On apprend dès le premier épisode que Lanie admire les romans de l'écrivain, et notamment la précision qu'il met à décrire les éléments médicaux-légaux des crimes qu'il imagine.
Elle a une liaison à rebondissements avec Javier Esposito à partir de la troisième saison.
Martha Rodgers
Martha, la mère de Richard Castle, est une actrice de théâtre et de télévision, attachante, extravertie, dépensière et volage, en semi-retraite quoiqu'elle passe encore quelques castings. Elle n'a eu qu'une relation d'une seule nuit avec le père de Castle, et ni l'un ni l'autre ne connaissent son identité (qui sera partiellement révélée au cours de la saison 5). Après avoir été dépouillée de tous ses biens par son ex-mari, Martha a emménagé chez son fils.
Sous ses apparences frivoles, Martha est souvent d'excellent conseil pour son fils et sa petite fille ; il arrive même qu'une de ses réflexions aide à la résolution d'une énigme (par exemple dans l'épisode 4-15).
Lors de la deuxième saison, elle retrouve — via un réseau social sur lequel sa petite-fille Alexis l'a inscrite — son premier amour de jeunesse, Chester "Chet" Palaburn, avec qui elle renoue ; mais au début de la troisième saison, ce dernier décède d'un crise cardiaque, après lui avoir demandé sa main. Alors qu'elle allait refuser cette demande, Martha se retrouve hériter d'un million de dollars de la part de Chet, et, se sentant coupable, ne sais si elle doit accepter l'argent. C'est Kate Beckett qui la convainc de s'en servir pour honorer la mémoire de son fiancé : Martha, qui se rappelle « combien Chet avait toujours admiré son talent », fonde alors une école de théâtre… qui porte son nom à elle, « The Martha Rodgers School of Acting », mais où un buste de Chet perpétue la mémoire de sa générosité.
C'est Martha qui a présenté à son fils l'une des deux ex-épouses de celui-ci. Étant donné le peu de cas qu'elle fait de Mérédith, on peut supposer qu'il s'agissait de Gina, avec qui elle est toujours en contact (ép. 1-01). Martha s'entend bien avec Kate Beckett, qui l'impressionne par sa beauté, son indépendance et ses capacités professionnelles, et elle voit d'un bon œil s'approfondir la relation de son fils avec la policière, bien qu'elle s'inquiète souvent des dangers que leurs enquêtes communes peuvent impliquer.
Martha Rodgers a été une actrice réputée, et a obtenu au moins une nomination pour un Tony Award. Elle a joué dans les années 1980 au festival new-yorkais Shakespeare in the Park le rôle de Titania dans Le Songe d'une nuit d'été, et elle y était, selon un fan, « inoubliable ». Elle a aussi interprété le personnage de Maggie dans La Chatte sur un toit brûlant ; et elle est partie en tournée avec la comédie musicale A Chorus Line, lorsque Rick était collégien. Une autre comédie musicale à laquelle elle a participé est Oklahoma !…
Martha a également joué dans la série télévisée l'Incroyable Hulk : dans l'épisode 2-17, on la voit dans un extrait du pilote de la série, extrait réel puisque l'interprète du personnage, Susan Sullivan, y a effectivement incarné un rôle en 1977.
On apprend dans l'épisode 1-02 qu'elle a joué une fois le rôle d'une « SDF à moitié folle » dans New York Police Blues.
Elle a aussi participé à un soap opera intitulé Temptation Lane, et a eu à cette occasion une liaison avec un de ses partenaires, qu'elle retrouvera dans l'épisode 3-18.
Capitaine Roy Montgomery
Le capitaine Montgomery est le chef du 12th precinct, et à ce titre le supérieur direct de Beckett, qu'il a remarquée quand elle était encore simple rookie, et qu'il considère comme son meilleur élément. C'est lui qui impose à la jeune enquêtrice, conformément aux souhaits du maire de New York, de collaborer avec Richard Castle. Avec ce dernier, le capitaine entretient immédiatement de bons rapports, l'estimant pour ses brillantes facultés de déduction, et partageant avec lui des parties de poker ou des sorties au stade ; il estime également que la présence de Castle est bénéfique à l'équilibre personnel de Beckett, et le fait comprendre à cette dernière à plusieurs occasions quand elle prétend être excédée par les agissements incontrôlables du romancier.
Roy Montgomery sacrifiera sa vie pour protéger Kate Beckett lors du dernier épisode de la troisième saison. Ses subordonnés apprendrons alors qu'il n'était pas sans liens avec l'affaire mystérieuse du meurtre de Johanna Beckett, la mère de Kate ; mais ils garderont le secret.
Capitaine Victoria Gates
Apparaissant à partir de l'épisode 4-01, c'est elle qui a été nommée pour remplacer le capitaine Montgomery après le décès de celui-ci. Fille et nièce de policiers, elle est revêche, particulièrement à cheval sur le règlement, et très attentive à sa réputation, d'où son surnom : « Iron Gates ». Elle vient du département des Affaires internes, ce qui la rend d'autant plus impopulaire. Mais elle s'avèrera plus compétente, efficace et compréhensive que ses subordonnés ne le craignaient. Contrairement au capitaine Montgomery, qui prenait souvent la défense de Castle, notamment face aux impatiences de Beckett, Gates voit la présence de l'écrivain dans son poste de police d'un œil plus que mitigé… et c'est Kate qui doit maintenant se charger de le défendre. La capitaine Gates finira cependant par se convaincre progressivement, dès la saison 5, de l'aide effective que Castle apporte à son service de police.
Victoria Gates, appelée à d'autres fonctions, sera remplacée comme capitaine du 12e precinct par Kate Beckett elle-même, au début de la huitième saison de la série.

#### Personnages récurrents
Sidney Perlmutter
Collègue légiste de Lanie Parish, il lui arrive parfois de la remplacer sur les scènes de crime. Mais à la différence de celle-ci, il méprise Castle, et ne manque jamais de railler l'écrivain.
Inspecteur Tom Demming
Enquêteur du service des combriolages, il rencontre Kate Beckett dans une salle de sport durant le vingtième épisode de la saison 2 ; ayant eu immédiatement après cette rencontre l'occasion de lui apporter son aide sur une enquête, il a avec elle une brève liaison, qui rend Castle amer (épisodes 2-21 à 2-24). Beckett rompt avec lui à la fin de l'épisode 2-24, dans la crainte que Castle ne s'éloigne, mais celui-ci a entre-temps déjà renoncé et renoué avec son ex-femme et éditrice Gina.
Gina Cowell
Gina Cowell est l'éditrice de Castle et sa seconde ex-femme. Tous deux renouent à la fin de la deuxième saison et partent ensemble aux Hamptons, dans la résidence secondaire de l'écrivain. Lors de la saison suivante, ils se séparent pour de bon, Castle se rendant compte que ses sentiments pour Beckett sont bien plus forts.
Inspecteur Roselyn Karpowski
C'est une enquêtrice du même service que Beckett, qui collabore parfois avec celle-ci et son équipe lors de la deuxième saison.
Docteur Josh Davidson
Chirurgien cardiaque, amateur de moto, c'est le compagnon de Beckett durant la troisième saison (il apparaît pour la première fois dans l'épisode 3-04). Il part souvent à l'étranger pour le compte d'une organisation humanitaire. On apprend durant l'épisode 4-01 que Beckett vient de rompre avec lui, parce qu'elle a fini par admettre qu'elle ne l'aimait « pas assez ».
Paula Haas
Agent (de presse) de Castle.
Agent spécial Will Sorenson
Sorenson travaille au FBI sur les affaires d'enlèvements. À une époque non datée précisément mais antérieure à l'arrivée de Castle dans l'équipe de Beckett, celle-ci a travaillé avec Sorenson pour retrouver un enfant kidnappé, et ils ont eu une relation amoureuse pendant les six mois qu'a duré l'enquête, qui d'ailleurs échouera. Will, muté à Boston, demande alors à Kate de le suivre, mais elle refuse et ils rompent. Dans l'épisode 1-09, Will Sorenson demande l'aide de Beckett sur une affaire de fillette disparue, et cette collaboration entraîne une rivalité entre lui et Castle, dont les méthodes, soutenues par Beckett, s'imposent finalement. Dans l'épisode suivant, 1-10, Kate se voit contrainte de faire appel à Sorenson pour protéger un témoin ; l'agent spécial est alors grièvement blessé. Durant la saison 5, il est dit de Sorenson qu'il est en poste en Europe (ép. 5-04). On apprendra bien plus tard, quand Beckett épousera Castle, qu'il va lui-même se marier et a envoyé un faire-part à son ex-petite amie (épisode 7-06).
Jim Beckett
Père de Kate Beckett. Comme l'était son épouse Johanna Beckett, il est avocat (épisode 5-08). Après le meurtre de Johanna, Jim était devenu alcoolique, mais sa fille l'a aidé à se sortir de la boisson, et il est désormais sobre depuis cinq ans au moment où son histoire est révélée par Kate à Castle dans l'épisode 1-05. En mémoire de cette « vie qu'elle a sauvée » de la déchéance, Kate porte maintenant au poignet la montre de son père, comme elle porte en pendentif la bague de sa mère, en mémoire de « la vie qu'elle a perdue ». Jim apparaît pour la première fois dans l'épisode 2-13, rencontrant sa fille dans un bar pour la soutenir dans sa quête. Il fait la connaissance de Castle dans l'épisode 3-24, se rendant chez l'écrivain pour lui demander d'empêcher Kate de se mettre en danger dans sa rage de poursuivre les meurtriers de sa mère : selon lui, seul Rick est capable de convaincre Kate de renoncer. On apprend par la même occasion que celle-ci a fait à son père des confidences sur les qualités humaines de Castle. C'est chez son père, à la campagne, que Kate passe ses deux mois de convalescence après avoir été blessée par balle (ép. 4-01). Dans l'épisode 7-06, Jim Beckett conduit sa fille à l'autel lorsqu'elle se marie avec Castle.
Johanna Beckett
C'était la mère de Kate Beckett et l'épouse de Jim Beckett. Avocate militante des droits civiques (Civil Rights Attorney), elle a été assassinée dans une ruelle du Lower West Side à Manhattan de plusieurs coups de couteau, le samedi 9 janvier 1999 (faits relatés dans les épisodes 1-15 et 3-13), affaire rapidement étouffée par l'enquêteur John Raglan. C'est ce meurtre qui a principalement motivé l'engagement de sa fille Kate Beckett dans la police ; et sa résolution par le duo Beckett-Castle constituera l'intrigue principale de la série, jusqu'au dernier épisode (8-22) inclus : Johanna Beckett a été tuée pour avoir voulu réexaminer le dossier d'accusation d'un prisonnier (Joe Pulgatti), convaincue à raison que ce dernier avait été victime d'une machination, qui s'avérera tentaculaire. Sur la tombe de Johanna Beckett (visible dans l'épisode 4-23) sont gravées ses dates (« February 4th 1951 / January 9th 1999 ») surmontées de la devise latine « Vincit Omnia Veritas » (« La vérité triomphe de tout »).
En mémoire de cette « vie qu'elle a perdue » Kate porte maintenant en pendentif la bague de sa mère, comme elle porte au poignet la montre de son père, en mémoire de « la vie qu'elle a sauvée » (ép. 1-05).
Le personnage de Johanna Beckett n'est évoquée dans la série que rétrospectivement, et elle n'apparaît physiquement à l'écran que sur des photographies (incarnée par au moins deux modèles, non créditées).

### Diégèse et chronologie interne
Les évènements principaux relatés dans Castle sont censés être contemporains de la diffusion de la série : ainsi, l'épisode 3-13, diffusé le 24 janvier 2011, se termine précisément ce jour-là, à en croire des relevés téléphoniques clairement visibles à l'image. De la même façon, l'anniversaire de Castle, le premier avril, est le sujet de l'épisode 5-19, diffusé le premier avril 2013, etc. Les ambiances et les intrigues des épisodes sont aussi étudiées pour s'harmoniser avec les fêtes (Halloween, Noël, Saint-Valentin… ) de l'année réelle. Pour autant, la volonté scénaristique d'assurer des cliffhangers entre certains épisodes et entre les saisons amène à quelques ruptures de cette correspondance entre diégèse et diffusion.

Ainsi, la saison 3 s'achève (le 16 mai 2011) avec Castle penché sur le corps de Beckett, qui vient d'être abattue, lui déclarant qu'il l'aime. La saison 4 commence (le 19 septembre 2011) quelques minutes plus tard avec l'arrivée de Beckett à l'hôpital. La coupure est en fait partiellement décalée vers l'intérieur de l'épisode, pendant lequel a lieu un éloignement de « 3 mois » entre les deux protagonistes ; la majeure partie de l'histoire se déroule donc censément vers la mi-août 2011, en décalage d'un mois avec sa diffusion. C'est la première fois que la série n'est pas « en temps réel ». De même, le premier épisode de la saison 5 (24 septembre 2012) commence le lendemain de la dernière séquence de la saison 4 (7 mai 2012) ; la saison 5 s'achève (13 mai 2013) sur la demande en mariage de Castle, et la saison 6 embraye (23 septembre 2013) sur la continuation du même dialogue — sans aucune solution de continuité —, avec la réponse de Beckett ; la saison 6 se termine (épisode 6-24, 12 mai 2014) sur la découverte par Beckett de la voiture de Castle en flammes dans le ravin, et la saison 7 commencera (29 septembre 2014) par la continuation de la même scène : la coupure est en fait une nouvelle fois décalée à l'intérieur de l'épisode.

De la même façon, les épisodes, diffusés à une semaine d'intervalle, offrent dans certains cas une intrigue qui se poursuit entre eux sans coupure. C'est le cas par exemple des épisodes 2-17 & 2-18 ; 3-16 & 3-17 ; 4-15 & 4-16, 6-01 & 6-02, etc.

En outre, il est très souvent fait référence tout au long de la série à des faits du passé, notamment parce que l'arc narratif principal de cette série renvoie à un crime ancien et non résolu, à savoir l'assassinat de la mère de Kate Beckett en 1999, crime qui résultait lui-même d'une conspiration remontant au début des années 1990. De même, la jeunesse des personnages est couramment évoquée, et a souvent des répercussions directes sur le présent de la narration.

La chronologie interne de la série peut s'établir sommairement comme suit :
- Le 1er avril[note 33] d'une année entre 1969 et 1972[note 34] : naissance de Richard Alexander Rodgers, futur Richard Castle. Lieu de naissance non précisé, mais il s'agit vraisemblablement de New York.
- Années 1970 : enfance de Castle à New York[note 35].
- 17 novembre 1979 : naissance à New York de Katherine Houghton "Kate" Beckett.
- Années 1980 : enfance de Kate Beckett à Manhattan[note 36].
- Vers 1980-1983 : Castle, qui a 11 ans, est témoin d'un meurtre dans les bois dits Hollander's Woods, dans le New Hampshire. Cet évènement traumatique est selon lui la cause profonde de sa vocation d'écrivain (voir les ép. 7-02 et surtout 7-23, où le crime est évoqué en flashback).
- Vers 1990 : Richard Castle, encore étudiant, écrit son premier polar, In a Hail of Bullets, dans un bar traditionnel de Manhattan nommé « The Old Haunt » (« La Vieille Tanière ») ; le livre se vend à plus de trois millions d'exemplaires (épisode 3-10 ; voir aussi décembre 2010). Dans le même temps, il entame une liaison de trois ans avec Kyra Blaine, rencontrée à l'Université. Il lui dédie son second ouvrage, A rose for Everafter.
- Années 1990 : adolescence de Kate Beckett à Manhattan, études secondaires à la Stuyvesant High School.
- Vers fin 1991 - début 1992[note 37] : John Raglan, lieutenant à la Criminelle au NYPD, commet une « erreur fatale »[note 38] qui va entraîner une cascade de drames : il participe à une série d'enlèvements contre rançons de membres de la mafia new-yorkaise, en compagnie de deux autres policiers : McCallister et le rookie Roy Montgomery : il s'agissait de punir la Mafia, très influente en ces années-là et quasi intouchable par les voies légales. L'une de ces tentatives d'enlèvement tourne mal : un agent du FBI infiltré est tué par les trois policiers ripoux, et Raglan s'arrange pour mettre le meurtre sur le dos du mafieux qu'ils voulaient kidnapper, Joe Pulgatti, qui est condamné. Le procureur adjoint[note 39] William Bracken, que ses fonctions ont amené à démêler ces affaires d'enlèvements, contraint les trois ripoux à lui remettre le montant des rançons : il fait fructifier cette fortune et s'en sert pour financer sa carrière politique, devenant sénateur dans les années qui suivent (faits révélés dans l'épisode 5-01).
- Fin 1993-début 1994 : naissance d'Alexis Castle[note 40], fille de Richard Castle et de sa première épouse Meredith. Elle est élevée par son père, ses parents s'étant très vite séparés.
- 1998 : la mère de Kate, l'avocate Johanna Beckett, accepte d'enquêter sur le cas de Joe Pulgatti, qui clame son innocence et cherche des recours. Johanna et son équipe commencent à mettre au jour des éléments troublants[note 41]. À un moment non daté précisément, mais qui se situe à cette période, Roy Montgomery enregistre secrètement une conversation au cours de laquelle Bracken avoue ses manœuvres criminelles et son intention de supprimer J. Beckett si elle poursuit ses investigations ; Montgomery donne l'enregistrement à l'avocate, qui le dissimule dans une figurine d'éléphant, mais ne s'en sert pas.
- 1998-1999 : Kate Beckett est étudiante en droit à Stanford.
- Samedi 9 janvier 1999 : assassinat à l'arme blanche à New York, dans une ruelle du Lower West Side, de Johanna Beckett, mère de Kate, à l'instigation de William Bracken, qui ne veut pas que soient découverts les fondements crapuleux de sa carrière et de sa fortune. Il fait également tuer les trois assistants de l'avocate. Le meurtrier est Dick Coonan, tueur à gage. C'est Raglan qui est chargé de l'enquête[note 42] (son nom est révélé dans l'ép. 1-05) : il attribue mensongèrement le meurtre à un déchaînement imprévisible de violence de gang[note 43], sans pousser plus loin les investigations. À la suite du meurtre de sa mère, Kate revient s'installer définitivement dans sa ville natale et postule à l'Académie de police du NYPD.
- Fin janvier 1999 : trois semaines après le meurtre de J. Beckett, un entrepôt où avait été rassemblés les archives d'une banque, brûle entièrement (évènement raconté dans 4-01) ; cette banque était celle où les rançons extorquées par les trois ripoux transitaient. Le pompier Rod Halstead, soudoyé par Bracken, conclut mensongèrement à un simple incendie accidentel.
- Année 2000 : Castle suit le travail d'une espionne de la CIA, Sophia Turner ; ils ont une liaison ensemble, et elle lui inspire le personnage de Clara Strike[note 44]. Voir ci-dessous février 2012.
- Vers la même époque[note 45], Castle fait la connaissance (dans des circonstances non précisées) de Robert Weldon, futur ou déjà maire de New York. Ils deviennent partenaires de poker et amis.
- Début des années 2000 : Kate Beckett réussit brillamment à l'Académie de Police du NYPD[note 46] et commence sa carrière, formée par l'instructeur Mike Royce, qu'elle vénère ; elle s'acharne en vain pendant trois ans à résoudre le meurtre de sa mère, fait une dépression et suit une thérapie. Elle devient néanmoins la plus jeune policière à atteindre le grade de Detective (lieutenant)[note 47].
- 2003 : Kevin Ryan est enquêteur aux Narcotiques[note 48].
- Printemps 2005 : Ryan et Esposito deviennent coéquipiers[note 49].
- Avril-mai 2006 : série de six meurtres de femmes à New York par le "triple tueur". Roy Montgomery participe à l'enquête, qui échoue (voir plus bas, octobre 2010).
- Mars 2009 : la série commence avec l'enquête de la Detective Beckett sur un criminel imitant des meurtres décrits dans les romans de Richard Castle. Celui-ci, impressionné par la jeune enquêtrice, obtient l'autorisation de son ami et admirateur le maire de New York de pouvoir suivre l'équipe de Beckett comme consultant (épisode 1-01).
- Mai 2009 : Castle, menant sa propre enquête, découvre de nouveaux éléments concernant l'assassinat de Johanna Beckett ; Kate, choquée d'être de nouveau confrontée à ce drame, ayant peur de s'engloutir à nouveau dans l'affaire, rompt tout contact avec l'écrivain (épisodes 1-10 & 2-01, évènements aussi rappelés en 4-01).
- Septembre 2009 : Castle retrouve Beckett au commissariat à l'occasion d'un reportage promotionnel. Ils recommencent à collaborer ensemble (ép. 2-01).
- Automne 2009 : Castle dédie « à l'extraordinaire KB » le premier thriller qu'elle lui a inspiré, Heat Wave (ép. 2-05).
- Janvier 2010 (ép. 2-12) : à l'occasion d'une enquête, Castle rencontre son amour de jeunesse, Kyra Blaine, qui est sur le point de se marier ; ils ne résistent pas à s'embrasser une dernière fois, mais se quittent bons amis, Kyra ayant deviné l'attirance existant entre Richard et Kate.
- Janvier 2010 : à l'occasion d'une enquête apparemment étrangère à l'affaire, Castle et Beckett identifient l'assassin de Johanna Beckett, Dick Coonan ; mais pour sauver Castle, Kate est contrainte d'abattre Coonan avant qu'il ait pu s'expliquer sur ses commanditaires, dont il a laissé entendre qu'ils sont très puissants (ép. 2-13).
- Printemps 2010 (épisodes 2-21 à 2-24) : Beckett a une aventure avec un collègue, Tom Demming, rencontré dans l'épisode 2-20. Elle rompt avec lui à la fin de l'épisode 2-24, dans la crainte que Castle ne s'éloigne, mais celui-ci, amer de cette liaison, a entre-temps déjà renoncé et renoué avec son ex-femme et éditrice Gina. Beckett, qui allait lui avouer son attirance, se tait tristement.
- Été 2010 : vacances de Castle dans sa maison des Hamptons en compagnie de Gina. Il y termine son roman Naked Heat, et ne donne aucune nouvelle à Kate. Durant ce même été, celle-ci commence à réexaminer à fond le dossier du meurtre de sa mère, installant à son domicile un tableau récapitulatif[note 50].
- Fin septembre 2010 : Castle, de retour en ville depuis quelque temps déjà pour la promotion de son nouveau roman, n'a pas osé en avertir Beckett et ses coéquipiers, qui sont sans nouvelles de lui. Ils sont d'autant plus étonnés de le surprendre une arme à la main sur une scène de crime ! Le malentendu est vite dissipé, et Castle recommence à seconder Beckett (ép. 3-01).
- Automne 2010-printemps 2011 : Beckett est en couple avec Josh Davidson, chirurgien (épisodes 3-04 à 4-01).
- Octobre 2010 : nouvelle série de meurtres attribués au "triple tueur". Celui-ci est identifié par Castle comme étant Jerry Tyson, mais parvient à s'échapper (ép. 3-06).
- Décembre 2010 : Castle rachète le bar The Old Haunt (fin de l'ép. 3-10), où il avait l'habitude d'écrire, au début des années 1990, avant la naissance de sa fille.
- Janvier 2011 : Castle rompt définitivement avec Gina (ép. 3-12). L'affaire du meurtre de Johanna Beckett rebondit : Raglan, mourant, veut faire des révélations à Beckett pour soulager sa conscience, mais est abattu par un sniper à la solde de Braken, un nommé Hal Lockwood (ép. 3-13).
- 24 janvier 2011 (ép. 3-13) : Castle et Beckett s'embrassent pour la toute première fois. Quoiqu'il s'agisse d'un stratagème pour détourner l'attention d'un garde, ils y mettent visiblement tout leur cœur… Ils parviennent à capturer Lockwood, qui est emprisonné. La promesse que fait alors Beckett à Lockwood, à la fin l'épisode, de revenir le voir en prison chaque semaine jusqu'à ce qu'il craque a été tenue, apprendra-t-on au tout début de l'épisode 3-24 ; mais Lockwood s'évadera avant d'avoir rien révélé.
- Début mai 2011 : Mike Royce, l'ancien instructeur de Beckett, est assassiné. Son meurtrier est retrouvé par Castle et Beckett à Los Angeles, et appréhendé (ép. 3-22).
- Mai 2011 (ép. 3-24) : Lockwood tue McCallister et s'évade. Mort du capitaine Montgomery, qui sentait l'étau se refermer sur lui, et qui s'est sacrifié pour protéger Kate Beckett en s'entretuant avec Lockwood. Juste avant, Montgomery a envoyé à un ami qui lui doit un service, un certain M. Smith, des documents démontrant l'implication des coupables de l'affaire du meurtre de Johanna Beckett : lui-même, Raglan, McCallister, Rod Halstead, Bracken, etc. Montgomery avait constitué ce dossier comme assurance que sa famille — ainsi que Beckett — ne seraient pas menacées. Lors des funérailles du capitaine Montgomery, Beckett est grièvement blessée par un sniper. Castle lui avoue son amour juste avant qu'elle ne sombre dans le coma.
- Fin du printemps, puis été 2011 : hospitalisation de Kate Beckett, pendant laquelle elle demande à Castle de s'éloigner « pour quelque temps » et lui affirme ne pas se souvenir de sa déclaration d'amour ; puis elle passe deux mois de convalescence chez son père à la campagne (début de l'ép. 4-01). M. Smith reçoit les dossiers envoyés par Montgomery (ép. 4-01). Au cours de cette période, Beckett rompt avec Josh Davidson (elle l'apprend à Castle dans l'ép. 4-01). Pendant cette période, Castle aide avec acharnement Ryan et Esposito à élucider l'affaire, sans avoir aucun contact avec Beckett ; ils identifient la banque utilisée par Raglan, McCallister et Montgomery lors de leurs extorsions des années 1990 ; ils apprennent que les archives de cette banque ont brûlé. Mais Castle est bientôt exclu du commissariat par la remplaçante de Montgomery, la rigide capitaine Gates (relaté dans l'ép. 4-01). Castle termine alors son nouveau roman, avec difficulté étant donné son moral (4-01).
- Août-septembre 2011 : Castle assure des séances de dédicaces pour la sortie du nouveau roman, Heat Rises. À l'occasion de l'une d'elles, Kate renoue avec lui (épisode 4-01) ; ils se parlent côte à côte sur une balançoire que l'on reverra de nombreuses fois au long de la série. Kate soupçonne la destruction par le feu des archives bancaires d'être criminelle ; interrogé (ép. 4-01), le pompier Rod Halstead persiste à la déclarer accidentelle. M. Smith contacte Castle : il lui déclare que Beckett sera protégée, à la condition qu'elle n'enquête plus sur le meurtre de sa mère. Sans en informer Kate, Castle décide de tout faire pour la tenir éloignée de l'affaire, tout en continuant ses investigations de son côté (4-01). Stress post-traumatique de Beckett, qui la terrasse au cours de plusieurs interventions armées (ép. 4-01) et est aggravé par une affaire de sniper fou (4-09). Elle avoue à son thérapeute que contrairement à ce qu'elle lui avait d'abord affirmé — ainsi qu'à Castle —, elle se souvient parfaitement du moment où elle a été abattue, et donc aussi de l'aveu amoureux de l'écrivain… (épilogue de 4-01).
- Janvier 2012 (ép. 4-12) : Robert Weldon, maire de New York et ami de Castle, est visé par une machination politico-criminelle instiguée par le sénateur Bracken, dont on apprend un peu plus tard (ép. 5-01) qu'il a désormais des ambitions présidentielles, et a décidé d'éliminer tous ceux qui pourrait se mettre en travers de son chemin, à commencer par Smith et Beckett.
- Février 2012 (épisodes 4-15 et 4-16) : Castle est de nouveau confronté à Sophia Turner, qui rend Beckett jalouse, mais s'avère être une criminelle. Elle sera abattue à l'issue de l'enquête impliquant Castle et Beckett malgré eux.
- Mars-avril 2012 : Castle s'aperçoit que Beckett a simulé son amnésie post-traumatique (ép. 4-19). Mortifié, il tente de s'éloigner d'elle (ép. 4-20 à 4-22).
- 2 avril 2012 (ép. 4-20) : Beckett avoue à son amie Lanie Parish qu'elle est amoureuse de Castle. C'est la première fois dans la série qu'elle l'admet explicitement devant qui que ce soit.
- Un soir de mai ou juin 2012 : Beckett, qui a frôlé la mort, avoue son amour à Castle, et se donne à lui (épisodes 4-23 & 5-01). Ils entament une relation amoureuse. Cole Maddox, un nouveau mercenaire à la solde de Bracken, entre en jeu. L'implication du sénateur dans le meurtre de Johanna Beckett est découverte par l'équipe de Beckett dans les jours ou les semaines qui suivent. Maddox tente de récupérer le fameux dossier laissé à Michael Smith par Roy Montgomery, mais il se fait tuer, suivi par Smith qui meurt à son tour. Beckett révèle à Bracken qu'elle possède assez d'éléments sur lui pour le faire tomber, et obtient d'être laissée tranquille (fin de l'épisode 5-01).
- Mai 2013 (ép. 5-24 et 6-01) : Castle demande Beckett en mariage ; elle accepte, mais lui annonce néanmoins son départ pour occuper un poste d'agent fédéral à Washington.
- Fin de l'été, début de l'automne 2013 (épisodes 6-01 à 6-04) : Kate Beckett travaille à Washington, mais elle finit par être limogée pour ne pas avoir accepté de se taire face à un déni de justice ; elle revient occuper son poste de lieutenant à New York.
- Novembre 2014 : Castle et Beckett se marient (à la fin de l'ép. 7-06).
- Mai 2015 (ép. 7-23) : Castle est rattrapé par les démons de son passé, lorsque le meurtrier qui sévissait dans les bois d'Hollander's Woods refait surface. Kate Beckett a réussi son concours de capitaine ; et on lui a également proposé d'être candidate au Sénat, alternative qu'elle n'a pas encore tranchée, déclare-t-elle, à la fin de l'épisode. Quant à Castle, il reçoit le prix littéraire Poe's Pen Award.
- 21 septembre 2015 (ép. 8-01) : Beckett prend ses fonctions de capitaine du 12th precinct. Le même jour, l'affaire William Bracken rebondit dramatiquement.
- Mai 2016 (ép. final 8-22) : la conspiration à l'origine du meurtre de Johanna Beckett et de l'affaire William Bracken est complètement éclaircie, mais Castle et Beckett sont abattus et gisent main dans la main.
- Année 2023 (ultime séquence de l'épisode final 8-22, construite en ellipse narrative)[note 51] : Richard Castle et Kate Beckett sont heureux en famille, ils ont trois jeunes enfants, comme l'avait annoncé "l'homme venu du futur" dans l'épisode 6-05. L'avenir des autres personnages de la série n'est pas précisé.

### «Always»
C'est à la fin de l'épisode 3-13 (dans lequel ils s'embrassent pour la première fois), que pour répondre à Beckett qui le remercie de l'avoir sauvée, Castle prononce pour la première fois le mot qui sera la devise de leur amour : « Always ! » (« Toujours ! », « Pour toujours ! »). Il le lui redira pendant la scène d'agonie dans la chambre froide de l'épisode 3-17, où tous les deux pensent succomber ensemble ; puis de nouveau à la fin de l'épisode 4-09 ; et au dénouement de l'épisode 5-22 "Still", après qu'ils ont échappé in extremis à une explosion.
Beckett dira à son tour le mot « Always » à la conclusion de l'épisode 3-21 ; dans l'épisode 6-17, elle en fera le mot de conclusion d'une lettre d'amour à Castle ; et elle le prononcera lors de leur mariage (fin de l'épisode 7-06). À la fin de cette saison 7 (épisode 7-23), Richard, en remerciant Kate pour les sept années passées ensemble, concluera son discours de nouveau par « Always ! ».

Dans l'épilogue de l'épisode 4-14 "Le papillon bleu", il est cette fois dit par Joe Flynn à Vera Mulqueen, qui sont en quelque sorte leurs "correspondants" en 1947.

Always est de plus le titre de l'épisode capital 4-23, qui est celui où nos deux héros deviennent amants. 
 Dans l'épisode 8-01, Richard offre à Kate un bracelet gravé de l'inscription « Always ».

Et ce sera finalement sur ce mot que se conclura la série (dernière réplique de l'épisode 8-22).

## Épisodes
La série compte huit saisons.
|  | 1 | 10 | 2009      | 09 mars 2009      | 11 mai 2009 |
|  | 2 | 24 | 2009-2010 | 21 septembre 2009 | 17 mai 2010 |
|  | 3 | 24 | 2010-2011 | 20 septembre 2010 | 16 mai 2011 |
|  | 4 | 23 | 2011-2012 | 19 septembre 2011 | 7 mai 2012  |
|  | 5 | 24 | 2012-2013 | 24 septembre 2012 | 13 mai 2013 |
|  | 6 | 23 | 2013-2014 | 23 septembre 2013 | 12 mai 2014 |
|  | 7 | 23 | 2014-2015 | 29 septembre 2014 | 11 mai 2015 |
|  | 8 | 22 | 2015-2016 | 21 septembre 2015 | 16 mai 2016 |

### Première saison (2009)
Richard Castle, écrivain à succès de thrillers, est contacté par Kate Beckett, lieutenant de la police de New York, à propos d'une série de meurtres copiant ceux qu'il décrit dans ses livres. Castle profite de ses relations d'amitié avec le maire pour obtenir une place de consultant afin de suivre le lieutenant Beckett sur ses enquêtes. Le considérant d'abord comme un boulet, elle se rend vite compte que ses théories, quoique apparemment fantaisistes, permettent la résolution de nombreuses affaires épineuses.

### Deuxième saison (2009-2010)
Ayant à la fin de la saison précédente enquêté de sa propre initiative sur le meurtre de la mère de Beckett, Castle a provoqué la colère de la policière. Il tente maintenant de renouer leurs liens, tout en essayant, dans le même temps, de finir son nouveau livre, dont l'héroïne est inspiré de la personnalité de sa partenaire. Beckett se rend compte au fil des enquêtes que l'écrivain ne la laisse pas indifférente. Lorsque celle-ci se décide enfin à lui avouer ce qu'elle ressent, il est trop tard : Castle, lassé de son apparente indifférence, a renoué avec son ex-femme, Gina.

### Troisième saison (2010-2011)
La troisième saison intervient après le départ de Castle avec son ex-femme dans les Hamptons. Ceux-ci ont rompu, Castle enquêtant à nouveau aux côtés de Beckett. Ils seront de nouveau confrontés à des dangers et des événements éprouvants, dont l'apparition d'un nouveau tueur en série, une enquête dans l'espace, un complot terroriste, la perte d'un proche d'un membre de l'équipe et enfin un rebondissement de l'affaire Johanna Beckett. L'issue de cette saison aura de lourdes conséquences sur plusieurs proches de Castle, ce qui fait que les choses ne seront plus comme avant.

### Quatrième saison (2011-2012)
Après l'enterrement de Roy Montgomery, et à cause de la balle qu'elle a reçue, Kate est emmenée aux urgences. Elle survit mais prétend avoir oublié ce qui s'est passé après le coup de feu, dont la déclaration d'amour de Castle.
Après plusieurs épisodes, Castle et Beckett sont sur la piste de l’assassin de la mère de celle-ci. L'écrivain essaie de la convaincre de ne pas se lancer à sa poursuite, qu'elle pourrait perdre la vie, mais Kate n'en fait qu'à sa tête et à son irrésistible envie de vengeance.

### Cinquième saison (2012-2013)
Après l'affrontement sur le toit avec l'homme qui lui a tiré dessus, Beckett s'étant rendue compte de l’étendue de ses sentiments pour Castle, est allée chez lui pour enfin le lui avouer. Ils se donnent l'un à l'autre.
Après leur première nuit d'amour, Castle et Beckett essayent de cacher leur relation à leurs proches mais ces derniers finissent par s'en apercevoir. Dans le dernier épisode de la saison, Richard fait sa demande en mariage à Kate.

### Sixième saison (2013-2014)
Kate accepte d'épouser Richard, mais accepte aussi un poste à Washington. Elle commet une faute qui lui fait perdre son poste et ainsi retourner à New York. Alors qu'elle reprend sa vie au commissariat, elle prépare son mariage avec l'aide de son fiancé. Elle croise à quelques reprises le chemin du sénateur Bracken. Elle fait même connaissance avec le père de Richard. Tout va pour le mieux, lorsque deux événements empêchent les futurs époux de se marier.

### Septième saison (2014-2015)
Prévenue de l'accident, Beckett découvre la voiture de Castle en flammes dans un ravin.
Bien décidée à trouver des réponses, Kate se lance avec son équipe dans l'enquête la plus prenante de leur vie : retrouver Castle, vivant.
Dans le même temps, Jerry Tyson et le Dr Kelly Nieman refont leur apparition avec en tête un terrible plan pour éliminer toute l'équipe de Beckett et Castle, le Némésis de Tyson.

### Huitième saison (2015-2016)
Kate a été promue capitaine. L'enquête sur l'assassinat de sa mère connaît de nouveaux rebondissements qui impliquent un agent de la CIA, un certain "Loksat"…

## Accueil

### Audiences

#### Aux États-Unis
| Saison | Jour et heure de diffusion | Épisodes | Début de saison   | Début de saison      | Fin de saison | Fin de saison        | Saison TV | Classement | Moyenne (en millions) |
| Saison | Jour et heure de diffusion | Épisodes | Date              | Audiences (millions) | Date          | Audiences (millions) | Saison TV | Classement | Moyenne (en millions) |
| ------ | -------------------------- | -------- | ----------------- | -------------------- | ------------- | -------------------- | --------- | ---------- | --------------------- |
| 1      | Lundi (22 h 00)            | 10       | 9 mars 2009       | 10.76                | 11 mai 2009   | 9.96                 | 2008      | 41         | 10.19                 |
| 2      | Lundi (22 h 00)            | 24       | 21 septembre 2009 | 9.26                 | 17 mai 2010   | 10.07                | 2009      | 30         | 10.25                 |
| 3      | Lundi (22 h 00)            | 24       | 20 septembre 2010 | 10.70                | 16 mai 2011   | 12.93                | 2010      | 30         | 11.44                 |
| 4      | Lundi (22 h 00)            | 23       | 19 septembre 2011 | 13.28                | 7 mai 2012    | 12.36                | 2012      | 22         | 12.18                 |
| 5      | Lundi (22 h 00)            | 24       | 24 septembre 2012 | 10.45                | 13 mai 2013   | 11.16                | 2013      | 19         | 12.26                 |
| 6      | Lundi (22 h 00)            | 23       | 23 septembre 2013 | 11.46                | 12 mai 2014   | 10.59                | 2014      | 13         | 12.63                 |
| 7      | Lundi (22 h 00)            | 23       | 29 septembre 2014 | 10.75                | 11 mai 2015   | 8.44                 | 2015      | 37         | 10.69                 |
| 8      | Lundi (22 h 00)            | 22       | 21 septembre 2015 | 6.84                 | 16 mai 2016   | 7.65                 | 2016      | 44         | 9.100                 |

#### Dans les pays francophones
La meilleure audience de la série a été réalisée par l'épisode 24 de la troisième saison (La Traque) avec 6,79 millions de téléspectateurs soit 23,4 % de parts de marché.
L'épisode 21 de la troisième saison (Eau trouble) a réalisé la deuxième meilleure audience avec 6,61 millions de téléspectateurs lors de sa première diffusion soit 23 % de parts de marché.
La plus mauvaise audience de la série a été réalisée par l'épisode 6 de la première saison (La Piste du vaudou) avec 2,7 millions de téléspectateurs soit 20,6 % de parts de marché.

### Distinctions

#### Récompenses
- Shorty Awards 2010 : Meilleure célébrité pour Nathan Fillion
- TV Guide Magazine's Fan Favorites Awards 2011 
  - Couple favori pour Nathan Fillion et Stana Katic
  - Meilleure série dramatique pour Castle
- Shorty Awards 2011 : Meilleure actrice pour Stana Katic
- People's Choice Awards 2012 :
  - Meilleure série télévisée criminelle pour Castle
  - Meilleur acteur dans une série dramatique pour Nathan Fillion
- Prism Award 2012 :
  - Meilleure performance dans un épisode pour Stana Katic et Jon Huertas
  - Meilleur épisode pour Kill Shot dans Castle (Course contre la mort)
  - TV Guide Magazine's Fan Favorites Awards : Couple favori pour Nathan Fillion et Stana Katic
- Shorty Awards 2012 :
  - Meilleur acteur pour Nathan Fillion
  - Fashion pour Luke Reichle
- ALMA Awards 2012 : Meilleur acteur dans un rôle secondaire dans une série dramatique pour Jon Huertas
- People's Choice Awards 2013 :
  - Meilleure série télévisée criminelle pour Castle
  - Meilleur acteur dans une série dramatique pour Nathan Fillion
- People's Choice Awards 2014 :
  - Meilleure série télévisée criminelle pour Castle
  - Meilleure actrice dans une série dramatique pour Stana Katic
- People's Choice Awards 2015 :
  - Meilleure série télévisée criminelle pour Castle
  - Meilleur acteur dans une série criminelle pour Nathan Fillion
  - Meilleure actrice dans une série criminelle pour Stana Katic
- People's Choice Awards 2016 :
  - Meilleur acteur dans une série criminelle pour Nathan Fillion
  - Meilleure actrice dans une série criminelle pour Stana Katic

#### Nominations
- Emmy Awards 2009 : Meilleure composition musicale dans une série pour Castle (Des fleurs pour ta tombe)
- Satellite Awards 2009 : 
  - Meilleur acteur dans une série dramatique pour Nathan Fillion
  - Meilleure actrice dans une série dramatique pour Stana Katic
- Emmy Awards 2010 :
  - Meilleure coiffure dans une série de caméra unique pour Castle (Pour l’amour du sang / Mémoires d’un vampire)
  - Meilleur maquillage dans une série de caméra unique pour Castle (Pour l’amour du sang / Mémoires d’un vampire)
  - Meilleur maquillage pour une série, une mini-série, un téléfilm ou un programme spécial - prothésique pour Castle (Pour l’amour du sang / Mémoires d’un vampire)
- Golden Reel Award 2010 :
  - Meilleur montage sonore - Musique simplifié de télévision pour Castle (Dernières Paroles / Obsession)
  - Meilleur montage sonore - Télévision épisodique pour Amber Funk
- Shorty Awards 2010 :
  - Meilleur divertissement pour Castle
  - Meilleur divertissement avec l'écrivain Richard Castle
- Shorty Awards 2011 :
  - Meilleur acteur pour Nathan Fillion
  - Meilleur écrivain pour Richard Castle
- Shorty Awards 2012 :
  - Meilleure série télévisée pour Castle
  - Meilleure actrice pour Stana Katic
- People's Choice Awards 2013 : Meilleure actrice dans une série dramatique pour Stana Katic
- People's Choice Awards 2014 :
  - Meilleure duo ou groupe d'amis masculin pour Kevin Ryan et Javier Esposito
  - Meilleure alchimie à l'écran pour Richard Castle et Kate Beckett
- People's Choice Awards 2015 :
  - Meilleure alchimie à l'écran pour Richard Castle et Kate Beckett
- People's Choice Awards 2016 :
  - Meilleure série télévisée criminelle pour Castle

## Autour de la série